# Geschichte der Düsseldorfer Straßenbahn

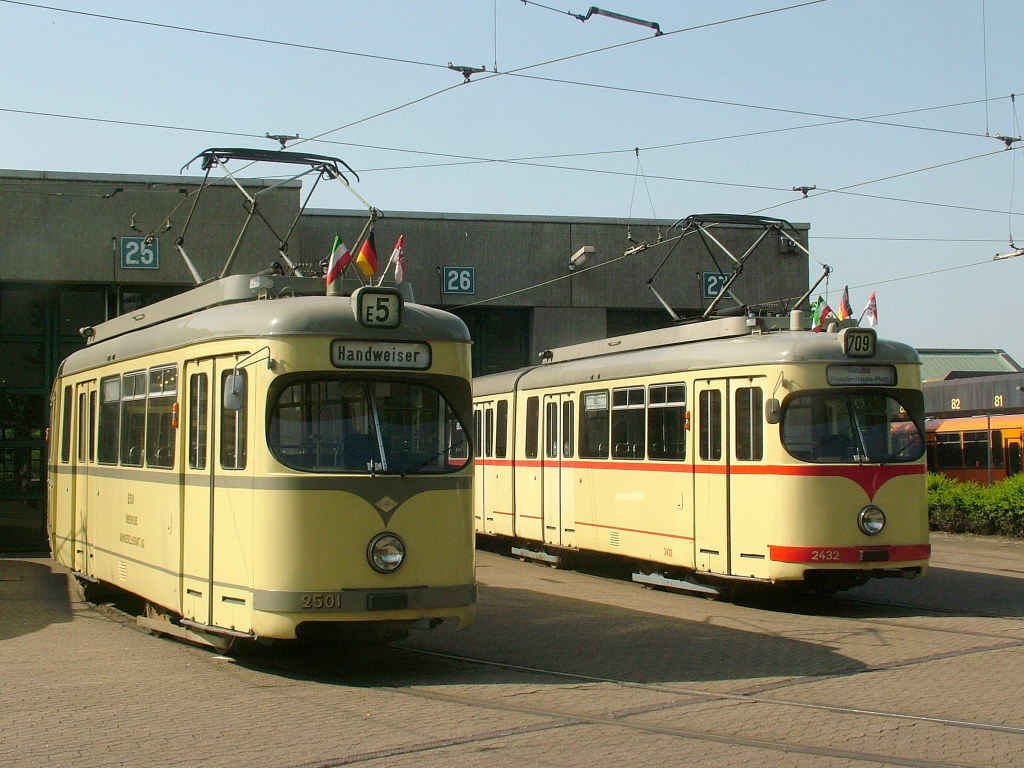
Straßenbahnwagen 2501 und 2432 (Typ GT6)

Die Geschichte der Düsseldorfer Straßenbahn beschreibt die Entwicklung des Straßenbahnnetzes in der nordrhein-westfälischen Landeshauptstadt Düsseldorf. Sie nimmt ihren Anfang im Jahr 1876. Seit dieser Zeit hat sich das System von einer Pferdebahn in der Anfangszeit zu der heute bekannten Straßenbahn entwickelt. Teile des durch die Straßenbahn betriebenen Netzes wurden seit den 1970er Jahren zur Stadtbahn umgebaut. Durch diese Maßnahmen ist das Düsseldorfer Straßenbahnnetz in seiner Streckenlänge kleiner geworden, sein Fortbestand wird jedoch nicht in Frage gestellt.

## Anfänge der Straßenbahn

### Pferdebahn
Die erste Pferdebahn in Düsseldorf wurde am 6. Februar 1876 eröffnet. Betrieben wurde sie durch den belgischen Unternehmer Leopold Boyaert, der am 29. September 1875 eine Ausschreibung gewonnen hatte. Er erhielt eine auf 25 Jahre befristete Konzession, die allerdings für ihn sehr ungünstige Konditionen festlegte. Die Konzession sah vor, dass er zunächst jährlich drei Prozent seines Bruttoertrages zuzüglich 500 Mark als Abgabe zu entrichten hatte, mindestens aber 1200 Mark für jede in Betrieb befindliche Strecke. Nach fünf und zehn Jahren sollte die Mindestabgabe um jeweils 400 Mark erhöht werden. Des Weiteren mussten die Linien im 15-Minuten-Takt befahren werden und es durften mit den maximal 2,20 m breiten Fahrzeugen 12 km/h nicht überschritten werden. Außerdem musste er in drei Monaten fünf Kilometer Strecke fertigstellen. Nach Ablauf der Konzession sollten dann alle Gleise, Wagen und anderen Infrastruktureinrichtungen an die Stadt fallen. Diese hatte zudem die Möglichkeit, wenn sie mit dem Betrieb der Bahn nicht zufrieden war, die Stilllegung der Bahn und den Abbau aller Strecken zu verlangen.

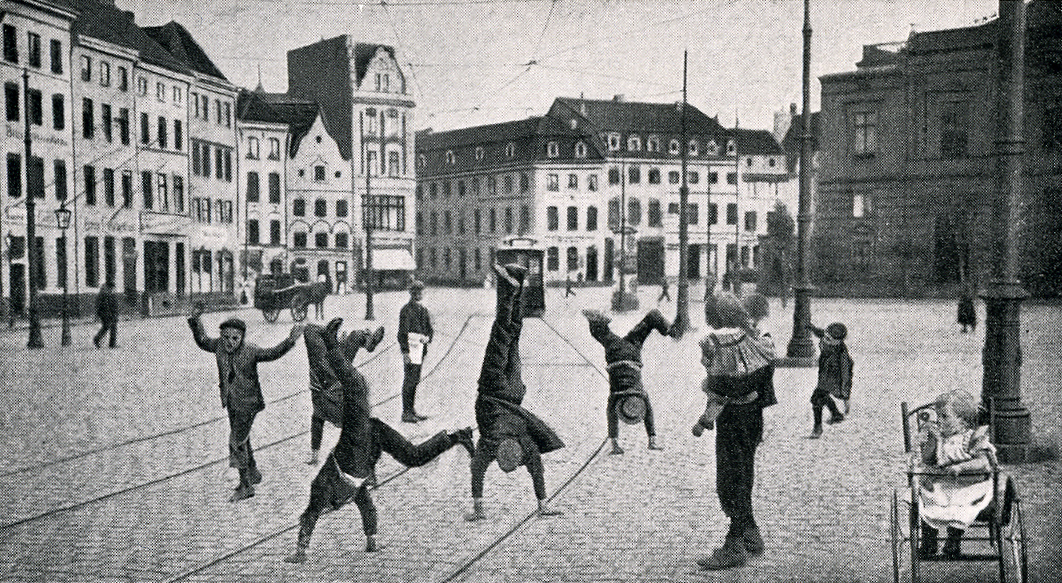
Gleise auf dem Burgplatz, aufgenommen um 1900

Trotz dieser sehr ungünstigen Rahmenbedingungen begannen am 19. Januar 1876 die Arbeiten. Nach deren Abschluss wurden am 6. Februar desselben Jahres die ersten beiden Linien eröffnet. Die erste Linie führte vom Burgplatz durch die Kasernenstraße zum Bahnhof der Bergisch-Märkischen Eisenbahn-Gesellschaft (BME). Die Linie zwei begann ebenfalls am Burgplatz und führte durch die Mühlenstraße und Schadowstraße zur Tonhalle. Die dritte Linie wurde schließlich am 20. Februar 1876 eröffnet und begann wie die beiden anderen auch am Burgplatz. Dort führte sie über die heutige Königsallee zum Bahnhof der BME. Damit hatte die Bahn eine Streckenlänge von 2,65 Kilometern erreicht. Auf den Strecken gab es keine Haltestellen, gehalten wurde nach Bedarf.
Im nächsten Jahr war das Netz auf fünf Linien angewachsen und verfügte über eine Streckenlänge von 11,12 Kilometern. Der Burgplatz hatte sich mittlerweile zu einem wichtigen Verkehrsknoten in Düsseldorf entwickelt. Dort kreuzten auch die Gleise der Straßenbahn eine Strecke der Staatsbahn auf dem Weg zur Flora. Diese Strecke musste auf Betreiben der BME eingestellt werden, da diese das niveaugleiche Überfahren der Gleise verbot. Erst am 10. August 1888 wurde der Betrieb wieder aufgenommen. Allerdings mussten die Fahrgäste die Gleise zu Fuß überqueren. 1878 wurde schließlich das Depot, das bis dahin provisorisch in einem Schuppen auf dem Gelände des alten Schlosses am Rheinufer untergebrachte war, in ein eigenes Gebäude an der Nordstraße verlagert. Bis Ende des Jahres 1878 hatten insgesamt 1,5 Millionen Fahrgäste die Bahn benutzt. Dabei zahlten sie zwischen 10 und 30 Pfennig pro Fahrt.

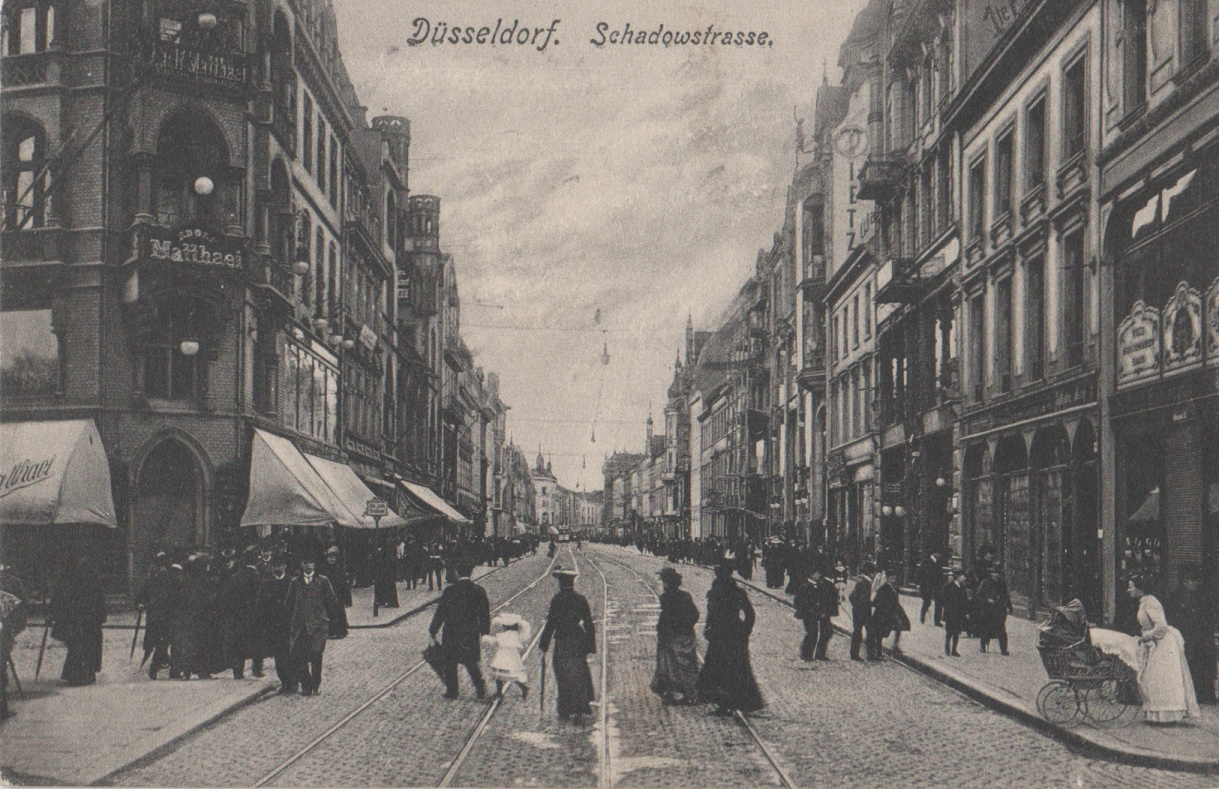
Gleise in der Schadowstraße, aufgenommen um 1906

Mitte der 1880er begann man das Netz umzubauen. Dabei wurden die vorhandenen Gleise auf einen neuen, stärkeren Unterbau verlegt. Im Zuge dieser Arbeiten wurden einige Ausweichstellen verlängert, um Wartezeiten zu verkürzen. Im selben Jahr kam es zu den ersten Unstimmigkeiten zwischen Boyaert und der Stadt. In diesem Jahr hatte er die „Societe Anonyme de Tramways de Düsseldorf“ gegründet, den Vorsitz übernommen und ihr die Konzession übertragen. Zwar stand ihm diese Möglichkeit per Vertrag zu, war aber nicht von der Stadt gewollt. Ein weiterer Streitpunkt waren die zu geringen Einnahmen aus dem Betrieb der Bahn, was die neue Gesellschaft veranlasste neue Rahmenbedingungen für sich aushandeln zu wollen. Die Stadt andererseits wollte den Ausbau der Strecken schneller vorantreiben und zeigte kein Entgegenkommen bezüglich der Forderungen der Gesellschaft, weniger Geld zu investieren. Da sich beide Seiten nicht einigen konnten, schrieb die Stadt eine neue Strecke aus, die anlässlich der Eröffnung des neuen Hauptbahnhofes vorgesehen war. Nachdem ein Interessent gefunden war, schloss man einen Vertrag ab. Dieser wurde aber umgehend durch die Societe Anonyme de Tramways de Düsseldorf angefochten. Das veranlasste die Stadt Düsseldorf ihrerseits, die ihr zustehende Möglichkeit der Übernahme der Bahn zum 1. Juli 1892 zu nutzen. Als Abfindung bekam Boyaert einmalig 200.000 Mark und in den folgenden neun Jahren jeweils 100.000 Mark.

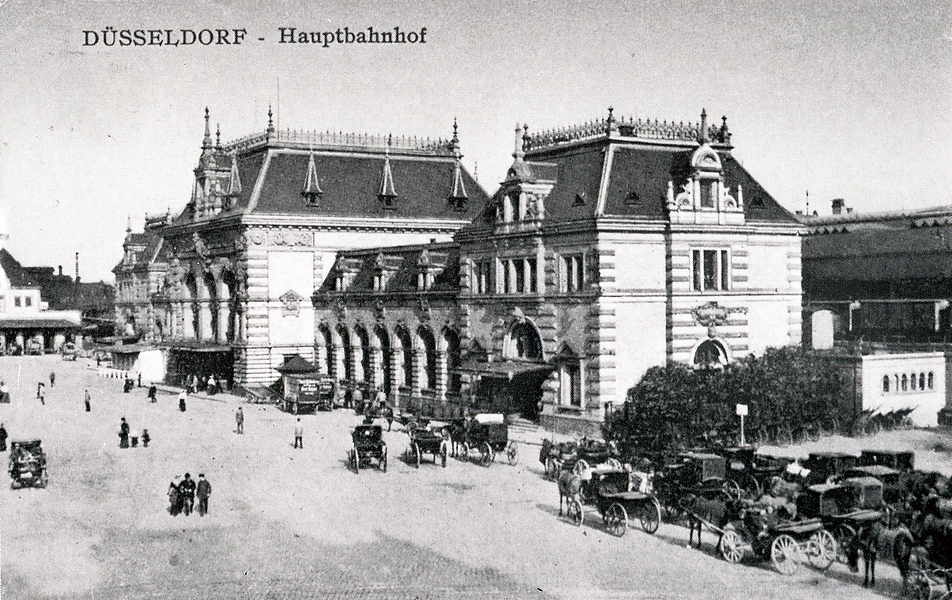
Der „neue“ Hauptbahnhof, aufgenommen um 1900

Die Bahn wurde anschließend für eine Dauer von zehn Jahren an den Direktor der Koblenzer Pferdebahn Wilhelm August von Tippelskirch verpachtet. Er begann umgehend mit dem Neubau von Strecken. Die erste wurde, entsprechend den Plänen der Stadt bezüglich der Erreichbarkeit des neuen Bahnhofes, am 3. August 1892 eröffnet und führte von der Oststraße über die Bismarckstraße zum neuen Hauptbahnhof. Am 13. August und am 4. September folgten dann zwei Verlängerungen der Strecke, die damit die Schützenstraße erreichte. Ebenfalls am 4. September wurde eine Abzweigung von der Oststraße durch die Bahnstraße zum neu entstandenen Graf-Adolf-Platz eröffnet.
Gleichzeitig mit der Übernahme der Bahn wurden die Bedarfshalte abgeschafft und feste Haltestellen eingerichtet. Um den Kunden diese Maßnahme, die nicht ihre Zustimmung fand, schmackhaft zu machen, senkte man gleichzeitig die Fahrpreise und hob die Unterteilung in Erste und Zweite Klasse auf. Diese Maßnahmen führten dazu, dass die Fahrgastzahlen stiegen und die Bahn wieder Gewinn erwirtschaftete.
Am 10. November 1893 wurde zum einen ein neues Depot an der Erkrather Straße eingeweiht, welches das mittlerweile überlastete Depot an der Nordstraße entlastete. Ungewöhnlich war, dass dieses Depot über zwei Etagen verfügte, wobei die Wagen mittels eines Aufzuges in das Untergeschoss transportiert wurden. Da man dort auch die Werkstatt eingerichtet hatte, nutzte man das Depot an der Nordstraße nur noch für die Unterbringung von Pferden. Zum anderen konnte am selben Tag, Dank der Investitionen des Freiherrn von Tippelskirch, mit der Eröffnung der Strecke vom Graf-Adolf-Platz durch die Kavalleriestraße und Lorettostraße zur Kirche in Bilk eine Verdopplung der Netzlänge innerhalb von zwei Jahren gefeiert werden.
Unter großem finanziellen Aufwand wurden in den folgenden Jahren alle neu hinzukommenden Linien zweigleisig gebaut und zahlreiche bestehende auf zwei Gleise erweitert. 1898 hatte das Pferdebahnnetz dann eine Länge von 23,7 Kilometern erreicht und man fuhr in weiten Bereichen im Fünf-Minuten-Takt. Die Bahn besaß Anfang des Jahres 88 Wagen und 370 Pferde. Nun begann das Zeitalter der elektrischen Straßenbahn und man startete in diesem Jahr mit der Elektrifizierung aller Strecken.

### Elektrische Straßenbahn

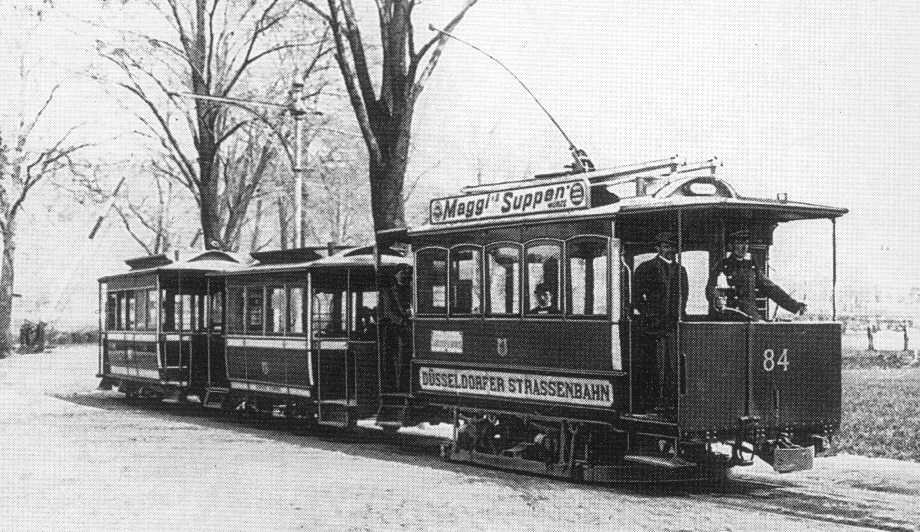
Erste elektrische Straßenbahn im Stadtteil Grafenberg

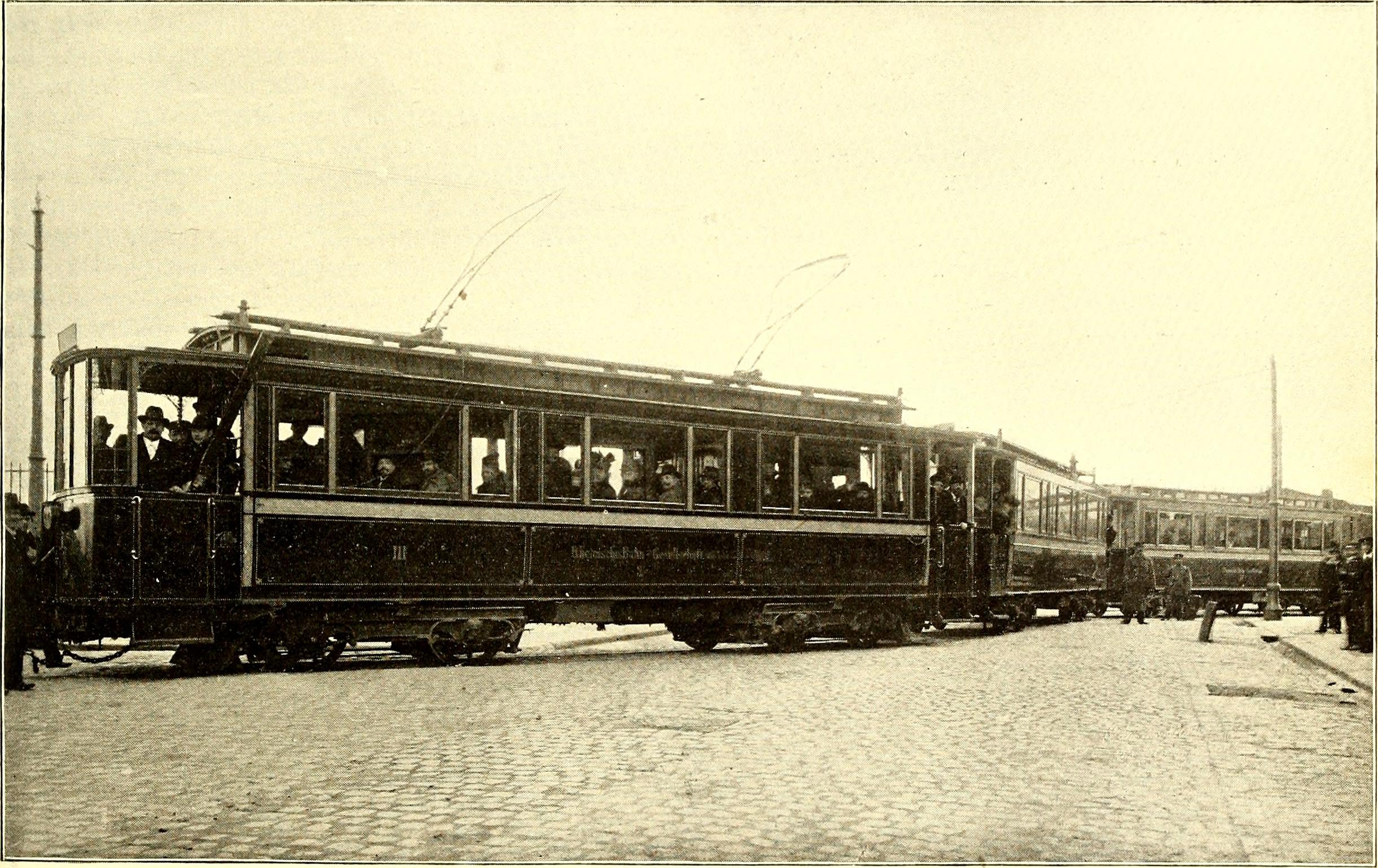
Elektrische Straßenbahn auf der Strecke Düsseldorf–Krefeld, 1899

Die erste elektrische Bahn wurde am 27. Januar 1896 eröffnet. Beschlossen wurde dies bereits in einem Vertrag vom 12. Juli 1894 zwischen der Stadt und Freiherr von Tippelskirch. Die Bahn sollte von Grafenberg zum Wehrhahn führen. Da einige Hausbesitzer in Düsseldorf aber erklärt hatten, sie würden keine Rosetten zur Befestigung des Fahrdrahtes an ihren Häusern akzeptieren, entschied man sich für eine Strecke außerhalb der bebauten Stadt. Anschließend folgte der Bau einer Zweigstrecke entlang der Grafenberger Allee über Rath nach Ratingen. Da der Betrieb der Bahn erfolgreich war, beschloss die Stadt Düsseldorf am 29. März 1898, alle Straßenbahnen zu elektrifizieren.
Mit der Umsetzung der Arbeit wurde die Nürnberger Elektrizitäts-Aktiengesellschaft beauftragt, die am 30. Januar 1899 mit den Arbeiten begann. Am 1. Juli desselben Jahres wurde der Pachtvertrag mit Freiherr von Tippelskirch gekündigt, und die Bahnen wurden jetzt von der Stadt betrieben, wobei Freiherr von Tippelskirch die Leitung des städtischen Betriebes übernahm. Die Umrüstung der insgesamt 28,8 Kilometer langen Strecken dauerte bis Ende November 1899 und kostete 3,2 Millionen Mark. Der planmäßige elektrische Betrieb wurde dann auf allen Strecken zum 1. Juli 1900 aufgenommen. Die letzte Pferdebahn verkehrte am 21. Juni desselben Jahres. In ihrem letzten Jahr beförderte die Pferdebahn noch einmal 10 Millionen Fahrgäste. Ebenfalls elektrifiziert wurde die Strecke nach Ratingen und von der Stadt am 1. Juli 1901 erworben.
In ihrem ersten Jahr benutzten 23,1 Millionen Fahrgäste die elektrisch betriebene Bahn. 1902 wurde die erlaubte Geschwindigkeit dann von 12 auf 15 km/h heraufgesetzt, und ab 1904 erfolgte eine weitere Anhebung der Höchstgeschwindigkeit auf 18–20 km/h. Ab dem Jahr 1907 begann man, die bislang verwendete Form der Linienbezeichnung mit Farben durch Nummern zu ersetzen.
| Linie | Linienweg |
| ----- | --- |
| 1     | Derendorf – Corneliusplatz – Graf-Adolf-Platz – Bahnhof Bilk – Karolingerplatz                                 |
| 2     | Hauptbahnhof – Tonhalle – Marienhospital – Friedhof                                                            |
| 3     | Rathaus – Schadowplatz – Grafenberger Allee – Grafenberg – Bahnhof Gerresheim                                  |
| 4     | Schadowplatz – Wehrhahn – Uhlandstraße – Zoo/Brehmplatz                                                        |
| 5     | Rathaus – Corneliusplatz – Hauptbahnhof – Worringer Platz – Oberbilk                                           |
| 6     | Rathaus – Hohe Straße – Graf-Adolf-Platz – Mintropplatz – Ellerstraße – Oberbilk – Lierenfeld – Eller          |
| 7     | Bilker Kirche – Corneliusstraße – Oststraße – Uhlandstraße                                                     |
| 8     | Fährstraße – Bilker Kirche – Graf-Adolf-Platz – Hauptbahnhof – Worringer Platz – Uhlandstraße – Zoo/Brehmplatz |
| 9     | Hafenamtstraße – Haroldstraße – Graf-Adolf-Platz – Hauptbahnhof – Pempelforter Straße – Schlossstraße          |
| 10    | Nordstraße – Sternstraße – Marienhospital – Zoo/Brehmplatz                                                     |
| 11    | Grafenberg Haniel & Lueg – Rath – Ratingen                                                                     |

In den folgenden Jahren kam es zu zahlreichen Änderungen in diesem Netz, so dass die Länge der Linien zwar schwankte, addiert aber kontinuierlich zunahm. So wurden in den Jahren 1909 und 1916 weitere Depots gebaut, um die stetig wachsende Zahl an Fahrzeugen aufzunehmen. Auch wurden technische Neuerungen erprobt und eingeführt. Beispielsweise wurden 1909 elektrische Weichen eingebaut, die über den Fahrdraht betätigt werden konnten. Ab 1910 wurden die bis dahin verwendeten Stangenstromabnehmer durch Bügelstromabnehmer ersetzt. Auch experimentierte man mit Fahrkartenautomaten. Da die Versuche mit einem amerikanischen Gerät nicht zufriedenstellend verliefen, wurde von einem Einsatz in der Praxis wieder Abstand genommen. Um dem Fahrgast die Fahrt über die Betriebsgrenze zu erleichtern, führte die städtische Gesellschaft Übergangstarife zu den benachbarten Betrieben ein.
Um den Betriebsablauf zu erleichtern, wurden sukzessive alle eingleisigen Abschnitte zweigleisig ausgebaut und die bis dahin stumpfen Endstellen mit Wendeschleifen versehen. Zudem wurde der Ausbau der Strecke intensiv vorangetrieben, so dass es am Vorabend des Ersten Weltkrieges 16 Linien in Düsseldorf gab.
| Linie | Linienweg | Kennzeichnung                                              |
| ----- | --- | ---------------------------------------------------------- |
| 1     | Nordfriedhof – Marienhospital – Tonhalle – Hauptbahnhof                                                                    | blaues Schild weiße Schrift blaue Lampe                    |
| 2     | Hauptbahnhof – Tonhalle – Marienhospital – Friedhof                                                                        | rotes Schild weiße Schrift rote Lampe                      |
| 3     | Grafenberg – Uhlandstraße – Tonhalle – Corneliusplatz – Rathaus                                                            | weißes Schild schwarze Schrift weiße Lampe                 |
| 4     | Heinrichstraße – Brehmplatz – Uhlandstraße – Tonhalle – Elberfelder Straße                                                 | grün/weißes Schild schwarze Schrift weiße Lampe            |
| 5     | Oberbilk – Worringer Platz – Hauptbahnhof – Bismarckstraße – Corneliusplatz – Rathaus – Kaiser-Wilhelm-Park                | braunes Schild weiße Schrift braune Lampe                  |
| 6     | Schlossufer – Rathaus – Hohe Straße – Graf-Adolf-Platz – Mintropplatz – Ellerstraße – Lierenfeld – Eller                   | violettes Schild weiße Schrift violette Lampe              |
| 7     | Hafen – Bilker Kirche – Haroldstraße – Graf-Adolf-Platz – Wehrhahn – Uhlandstraße                                          | gelbes Schild schwarze Schrift gelbe Lampe                 |
| 8     | Südfriedhof – Bilker Kirche – Haroldstraße – Graf-Adolf-Platz – Hauptbahnhof – Worringer Platz – Uhlandstraße – Brehmplatz | hellgrünes Schild schwarze Schrift hellgrüne Lampe         |
| 9     | Hafenamt – Haroldstraße – Graf-Adolf-Platz – Hauptbahnhof – Worringer Platz – Schlossstraße – Schlachthof                  | blau/weißes Schild schwarze Schrift blau/weiße Lampe       |
| 10    | Stockum – Golzheim – Fischerstraße – Corneliusplatz – Graf-Adolf-Platz – Hüttenstraße – Oberbilk                           | rot/weißes Schild schwarze Schrift rot/weiße Lampe         |
| 11    | Düsseltal – Brehmplatz – Sternstraße – Ratinger Tor – Burgplatz                                                            | grünes Schild weiße Schrift grüne+rote Lampe               |
| 12    | Ratingen – Oberrath – Mendelsohnstraße                                                                                     | weißes Schild rote Schrift weiße Lampe mit rotem Stern     |
| 13    | Bahnhof Gerresheim – Grafenberg – Uhlandstraße – Tonhalle – Schadowplatz                                                   | weißes Schild grüne Schrift weiße Lampe mit grünen Strich  |
| 14    | Rathaus Gerresheim – Grafenberg – Flingern – Hauptbahnhof – Mintropplatz – Fürstenplatz – Karolingerplatz                  | gelb/weißes Schild schwarze Schrift gelb/weiße Lampe       |
| 15    | Eller – Lierenfeld – Erkrather Straße – Klosterstraße – Schadowplatz – Elberfelder Straße                                  | violett/weißes Schild schwarze Schrift violett/weiße Lampe |
| 16    | Hauptbahnhof – Bismarckstraße – Corneliusstraße – Fischerstraße – Klever Straße                                            | weißes Schild blaue Schrift rote+blaue Lampe               |

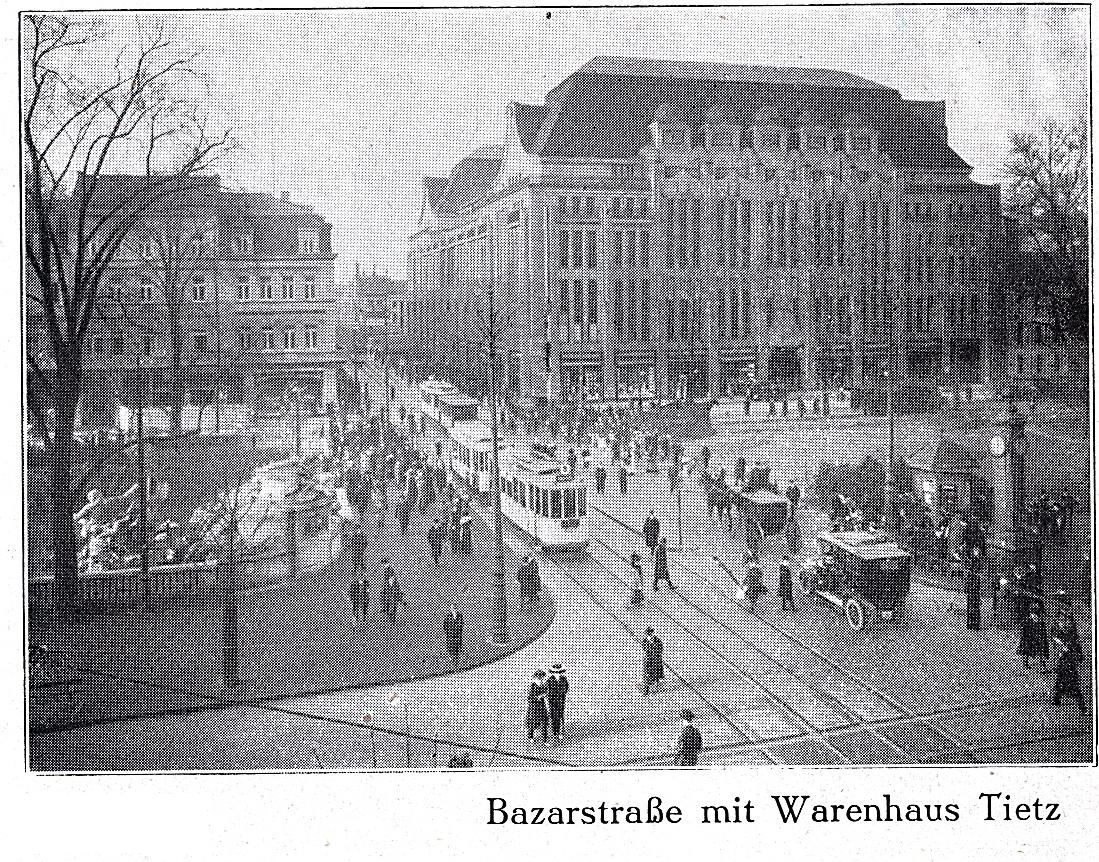
Corneliusplatz um 1911

Neben den Liniennummern führten diese Linien noch parallel farbige Schilder mit sich (frühere Linienmarkierungen), die aber nach dem Krieg nicht mehr verwendet wurden.
Während des Krieges wurden zahlreiche Stellen durch Frauen besetzt. Trotzdem konnte man den Fahrbetrieb nicht in der gewohnten Form aufrechterhalten und ging vom Fünf-Minuten-Takt auf den Zehn-Minuten-Takt über. Zudem wurden einige Linien ganz oder teilweise eingestellt. Auch stieg der Fahrpreis durch die Einführung des sogenannten Kriegstarifes an. Wie andere Straßenbahnbetriebe auch übernahm man den Transport von Gütern in der Stadt. So wurde beispielsweise Kohle von der Straßenbahn Moers–Kamp–Rheinberg nach Düsseldorf geliefert und durch die städtischen Bahnen weiter verteilt. Zum Teil kuppelte man für solche Leistungen Anhänger mit Gummireifen an die Straßenbahnen an. Diese Zusatzleistungen verschlechterten zudem den Zustand des Fuhrparks und der Gleisanlagen, da Personal und Material zur Instandhaltung fehlten.
Nach Ende des Krieges verschlechterte sich der Zustand der Bahnen zusehends, da aufgrund der Inflation die Einnahmen fehlten. So entschloss sich die Stadt Düsseldorf, die eigenen Bahnen mit denen der Rheinbahn AG zusammenzuführen. Ab dem 15. September 1920 übernahm die Rheinbahn die Betriebsführung für die städtischen Strecken, ab dem 1. Januar 1922 wurden sie gepachtet. Die eigentliche Fusion beider Betriebe fand allerdings erst am 15. Dezember 1936 statt.

## Aufbau der Rheinischen Bahngesellschaft

Logo des heute unter dem Namen Rheinbahn AG firmierenden Unternehmens

Nachdem sich die beiden Städte Düsseldorf und Krefeld geeinigt hatten, eine gemeinsame Bahn zur Verbindung beider Städte einzurichten, wurde am 25. März 1896 in Düsseldorf durch den Unternehmer Heinrich Lueg die Rheinische Bahngesellschaft AG gegründet. Die Leitung des Verkehrsunternehmens wurde dem erfahrenen kommunalen Verwaltungsfachmann Friedrich Haumann anvertraut.

### Erste Fernbahnstrecke
Um die Bahn zu finanzieren, kaufte Lueg – neben den für den Bau der Straßenbahn und der benötigten Brücke über den Rhein erforderlichen Grundstücken – weitere Landflächen im Umfeld auf. Diese Flächen wurden entwässert, mit Straßen und Versorgungsleitungen ausgestattet und als Baugrundstücke verkauft. In dem so entstandenen Stadtteil Oberkassel baute die Gesellschaft auch ihre Hauptverwaltung, ihr Elektrizitätswerk und ihr Depot. Mit dem Bau der Brücke ins rechtsrheinische Düsseldorf wurde am 1. September 1896 begonnen und 1898 wurde diese dem Verkehr übergeben. Die Kosten beliefen sich insgesamt auf rund 5,2 Millionen Reichsmark. Um diesen für die damalige Zeit hohen Betrag zu finanzieren, wurde von den Benutzern der Brücke ein Brückengeld für die Benutzung erhoben.
Die Bahnstrecke zwischen den beiden Orten wurde am 15. Dezember 1898 eröffnet. In Abschnitten verlief zur neuen Rheinbahn-Strecke parallel auch eine der Preußischen Staatseisenbahnen, die somit eine direkte Konkurrenz war. Damit die Bürger die Züge der Überlandstraßenbahn benutzten, musste diese schneller sein als die Staatsbahn. Somit war die Rheinbahn gezwungen, mit einer Geschwindigkeit von mindestens 40 km/h zu fahren. Die Strecke begann in Krefeld an der Rheinstraße am Ostwall, führte über Dießem, Fischeln, Osterath, Büderich, Lörick und Oberkassel und endete nach der Rheinquerung am Rande der Düsseldorfer Altstadt am Ratinger Tor. Bis auf die Abschnitte in Düsseldorf und Krefeld war die Strecke eingleisig mit Ausweichgleisen ausgeführt. Die Züge wurden mit 600 V Gleichstrom versorgt. Auf der Strecke verkehrte sowohl ein Schnellzug, der nur an den Endpunkten hielt, als auch ein Zusatzzug mit Halt an allen Haltestellen. So erreichte man einen 30-Minuten-Takt, der in Krefeld und Düsseldorf durch zusätzliche Züge verdichtet wurde.
Die Gesellschaft hatte von Anfang an den Wunsch geäußert, bis zum Graf-Adolf-Platz in der Innenstadt fahren zu dürfen. Aufgrund der Ablehnung von Oberleitungen in den Straßen der Innenstadt rüstete die Rheinbahn ihre Züge mit unterirdischer Stromzufuhr aus, nachdem der Betrieb mit akkubetriebenen Fahrzeugen nicht erfolgreich war. Dies war zwar nicht im Sinne der Rheinbahn, ermöglichte ihr aber ab dem 25. November 1899 bis in die Innenstadt von Düsseldorf zu fahren. Somit hatte die Fernstrecke eine Länge von 22,2 Kilometern erreicht.

### Zweite Fernbahnstrecke
Mit dem Lückenschluss der Strecken zwischen Kaiserswerth und Duisburg wurde die zweite Fernbahnlinie schließlich eröffnet. Somit entstand am 16. August 1900 die Linie D.

### Dritte Fernbahnstrecke
Am 5. August 1901 wurde die dritte Fernbahnlinie der Rheinbahn eröffnet. Sie begann in Meerbusch und führte in das benachbarte Uerdingen. Zunächst wurde die rund zwölf Kilometer lange Trasse mit Dampflokomotiven betrieben, da man keine so große Nachfrage erwartete, die den Bau einer elektrischen Bahnstrecke gerechtfertigt hätte. Diese Vermutung erwies sich allerdings als Irrtum, daher elektrifizierte man die Strecke ebenfalls und konnte am 25. April 1902 den elektrischen Betrieb aufnehmen. Gefahren wurde zunächst ein 90-Minuten-Takt zwischen dem Graf-Adolf-Platz und Uerdingen. Da die Strecke die Erwartungen mehr als erfüllte, wurde sie in zwei Schritten über die Orte Rumeln, Trompet und Schwafheim verlängert und erreichte am 16. Dezember 1911 Moers. Mit der Straßenbahn Moers–Rheinberg hatte man eine gemeinsame Endhaltestelle, zeitweise waren beide Bahnen sogar miteinander verbunden. Um die Fahrzeuge für die nun 23 Kilometer lange Strecke unterzubringen, wurde in Trompet ein neues Depot errichtet. Die gesamte Strecke zwischen Graf-Adolf-Platz und Moers war mit nun 32,7 Kilometern Länge eine der längsten Straßenbahnstrecken, die es in Deutschland je gegeben hat.

### Vierte Fernbahnstrecke

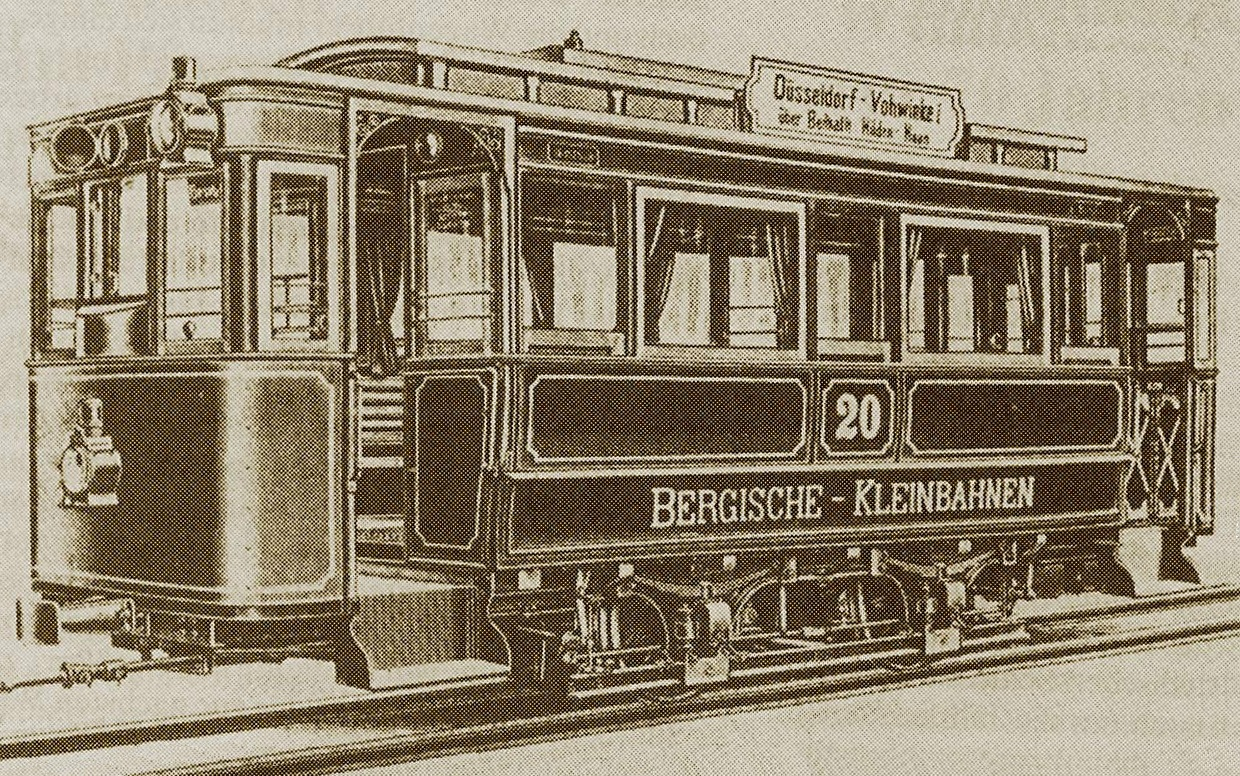
Wagen der Bergischen Kleinbahn in Benrath

Am 21. Dezember 1901 wurde schließlich die vierte Fernbahnstrecke in das benachbarte Neuss eröffnet. Diese Strecke war recht erfolgreich und nahm der Staatsbahn so viele Fahrgäste weg, dass deren Betrieb zwischen Neuss und Oberkassel am 1. Oktober 1902 eingestellt wurde. Die Rheinbahn-Linie verlief vom Belsenplatz über die Düsseldorfer Straße, den Rheindeich, die Heerdter Buschstraße bis nach Neuss. Dort führte sie durch die Innenstadt bis zum Obertor. Da die Deichverwaltung Schäden durch die Bahn befürchtete, wurde am 25. Februar 1912 eine Neubaustrecke von der Düsseldorfer Straße durch Heerdt eröffnet und die ursprüngliche Trasse über den Deich nur noch in Ausnahmen genutzt.

### Übernahme durch die Stadt

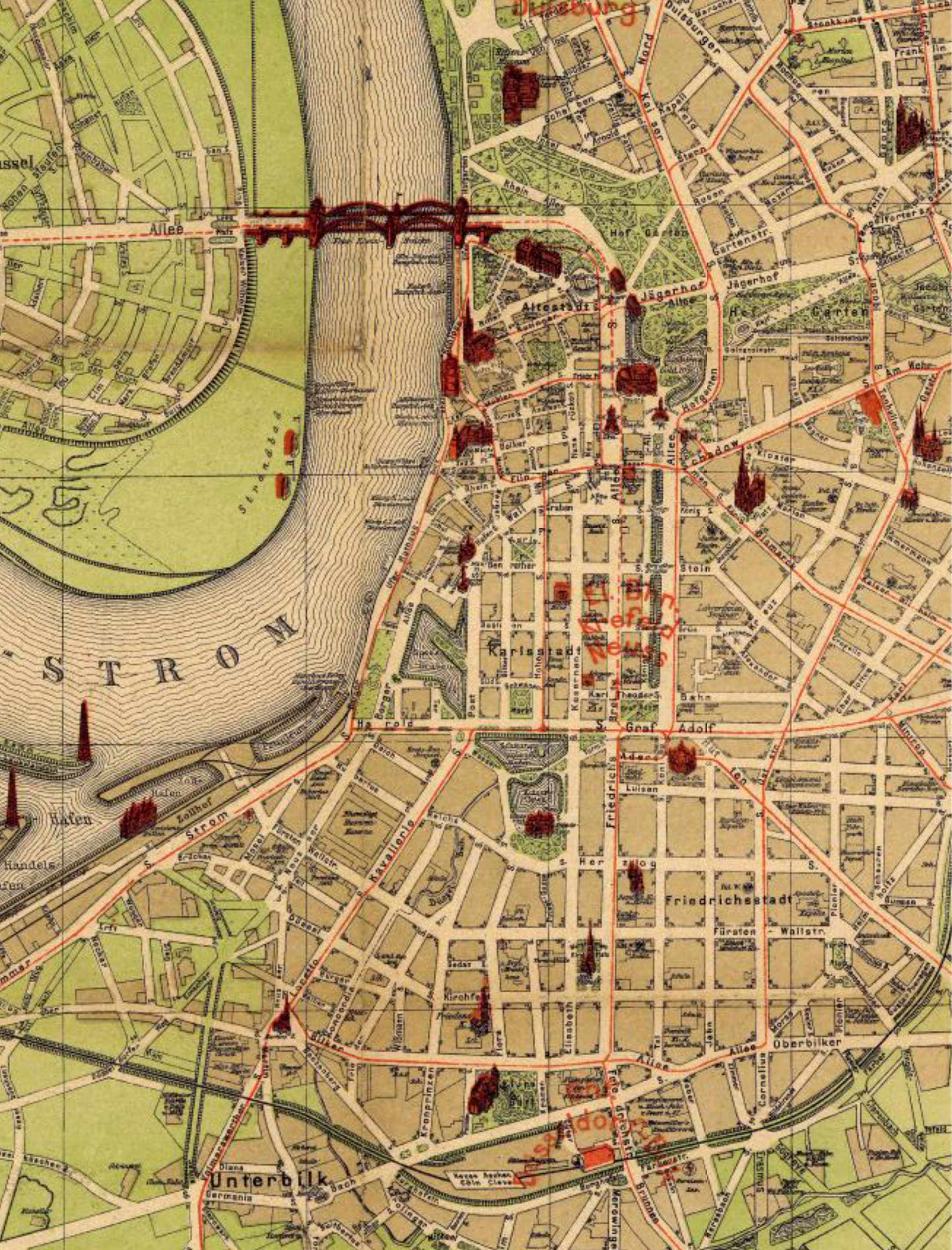
Stadtplan von Düsseldorf 1909 mit Straßenbahnlinie

Im Jahr 1907 erwarb die Stadt Düsseldorf Aktien der Rheinbahn im Wert von 5,5 Millionen Mark. Dies war eine Reaktion darauf, dass zuvor die RWE AG einen großen Anteil an der Gesellschaft erworben hatte und die Stadt nicht wünschte, dass die Bahn ganz in den deren Besitz gelangte. Durch diesen Kauf wurden auch die Verhandlungen mit der Stadt erleichtert. So konnte 1909 die Strecke bis zum Graf-Adolf-Platz endlich mit Oberleitungen betrieben werden.
Ab dem 26. September 1911 pachtete die Rheinbahn die Straßenbahnstrecken zwischen Oberbilk, Benrath und Hilden und die Zweigstrecken nach Vohwinkel und Ohligs. Diese Strecke war kurz zuvor durch die Stadt Düsseldorf von der Bergische Kleinbahnen AG erworben worden. Um die Strecken durchgehend betreiben zu können, begann man 1914 mit der Umspurung der Strecke. Gleichzeitig legte man auch ein zweites Gleis an. Am 1. Juni 1917 erreichte man dann Benrath.

## Zusammenschluss der Gesellschaften
Am 15. September 1920 wurden die Linien der städtischen Straßenbahn durch die Rheinbahn übernommen. Ab 1922 besaß sie zudem auch die Aktienmehrheit, so dass seit jenem Jahr beide Gesellschaften unter der Bezeichnung Rheinische Bahngesellschaft AG firmierten. Um den gemeinsamen Betrieb der nun zusammengehörenden Betriebe zu ermöglichen, wurde die Betriebsspannung auf 550 V vereinheitlicht. Alle Fahrzeuge der städtischen Bahn erhielten Bügelstromabnehmer und diejenigen Wagen der Rheinbahn, die nicht für den Fernverkehr vorgesehen waren, bekamen Bolzenkupplungen. Zugleich erhielten alle Fahrzeuge eine einheitliche Lackierung. Diese notwendigen Umbauarbeiten dauerten bis 1924 an.

### Weiterentwicklung des Straßenbahnnetzes

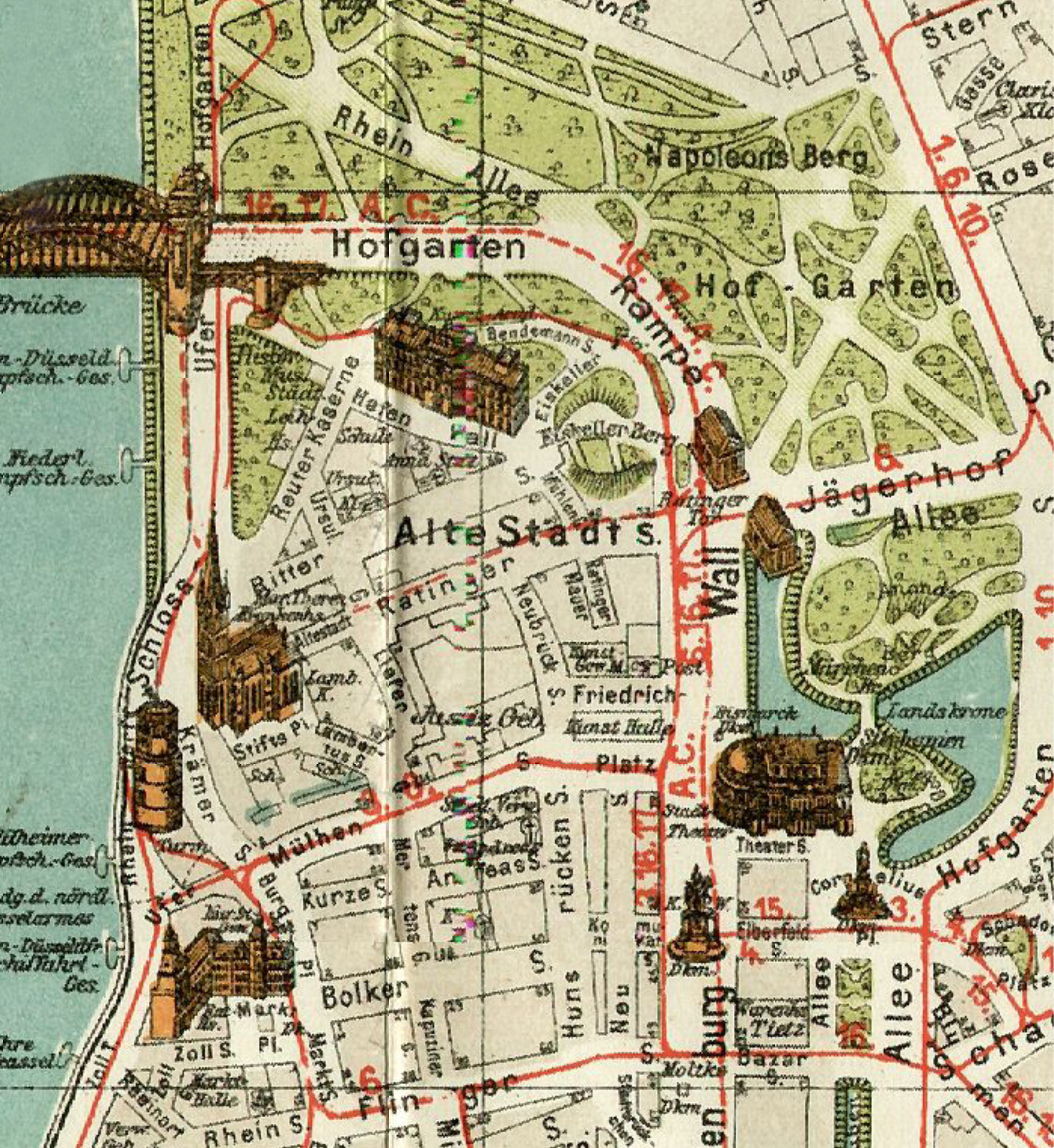
Stadtplan vom Düsseldorfer Zentrum um 1920 mit Straßenbahnlinien

Nach dem Zusammenschluss erwirtschaftete die Gesellschaft in den folgenden Jahren Gewinne und die Fahrgastzahlen stiegen kontinuierlich an. 1925 wurde in der Münsterstraße ein neuer Betriebshof eingeweiht. Um Platz für die wachsende Anzahl von Fahrzeugen zu schaffen, wurde 1928 das Depot in der Himmelgeister Straße um eine Halle erweitert und ein neuer Betriebshof in Heerdt errichtet. Des Weiteren entstanden in Krefeld-Dießem und in Vohwinkel kleinere Depots. Am 12. April 1924 wurde die erste Neubaustrecke nach dem Ersten Weltkrieg eröffnet. Es handelte sich hierbei um die Strecke in den Ortsteil Düsseldorf-Hamm.
Am 1. Mai 1924 konnten alle Strecken, die im Verlauf der Kriegsjahre stillgelegt worden waren, wieder in Betrieb gehen. Gleichzeitig wurde auch wieder der Fünf-Minuten-Takt eingeführt. Am 7. September 1924 konnte die bereits vor Kriegsbeginn begonnene Strecke zwischen Spichernplatz, Kalkumer Straße und Bahnhof Unterrath in Betrieb genommen werden. Ein weiterer Schritt zur Verbesserung des Angebotes war der Ausbau der Strecke nach Krefeld. Sie wurde nun in weiten Teilen zweigleisig befahren. Die Stadt erwarb in diesem Jahr auch 50 % der Düsseldorf-Duisburger Kleinbahn GmbH, das hierfür verwendete Geld war ursprünglich für eine Beteiligung an einer geplanten Straßenbahnlinie zwischen Neuss und Rheydt gedacht, die aber nicht realisiert wurde. Ende des Jahres gab es somit bei der Rheinbahn insgesamt 162,7 Kilometer Strecke mit 307,2 Kilometern Gleisen.
Eine weitere Neuerung im Jahr 1924 war die Einführung eines Speisewagens auf der Linie zwischen Düsseldorf und Krefeld. Zugleich wurde auf dieser Strecke der Unterbau der Gleise verbessert, so dass es möglich wurde, die Geschwindigkeit bis auf 90 km/h zu erhöhen. Im Zuge dieser Maßnahmen wurden die Bahnsteige erhöht, um das Einsteigen zu erleichtern, und zahlreiche Bahnhöfe mit zusätzlichen Gleisen versehen, um Schnellzügen das Überholen zu ermöglichen. 1924 war auch das Jahr, in dem die Rheinbahn begann, einen eigenen Omnibusbetrieb aufzubauen.
Am 24. April 1925 wurde der Neubau des Bahnhofes am Graf-Adolf-Platz begonnen. Die nun viergleisige Anlage ersetzte den zu klein gewordenen Vorgänger und wurde in der vorhandenen Grünanlage errichtet. Der Bahnhof wurde am 1. Mai 1926 eröffnet. Die Fernlinien A, C und D hielten dabei an jeweils einem anderen Gleis. Das Gleis 4 war für die Fernlinie nach Mettmann vorgesehen. Da diese Strecke aufgrund der Weigerung der Reichsbahn, eine Kreuzung am Staufenplatz zu erlauben, nie realisiert wurde, hielt hier einige Zeit die Linie 17. Später wurde dort ein Beiwagen abgestellt und diente als Warteraum für die Fahrgäste.
Am 18. April 1926 erfolgte die Verlängerung der Linie 10 von Stockum zum neu entstandenen Rheinstadion. Ende des Jahres gab es 23 durch die Rheinbahn betriebene Linien.
| Linie | Linienweg |
| ----- | --- |
| 1     | Rath – Nordstraße – Königsallee – Graf-Adolf-Platz – Bahnhof Bilk – Städt. Krankenanstalt – Stoffeln                                                                                    |
| 2     | Nordfriedhof – Marienhospital – Tonhallenstraße – Hauptbahnhof |
| 3     | Bahnhof Gerresheim – Staufenplatz – Wehrhahn – Corneliusplatz – Hindenburgwall – Mühlenstraße – Rathaus – Corneliusplatz                                                                |
| 4     | Heinrichstraße – Brehmplatz – Uhlandstraße – Wehrhahn – Corneliusplatz – Oberkasseler Brücke – Belsenplatz – Heerdter Landstraße – Wiesenstraße                                         |
| 5     | Oberbilk – Worringer Platz – Klosterstraße – Schadowplatz |
| 6     | Düsseltal – Brehmplatz – Bahnhof Derendorf – Sternstraße – Ratinger Tor – Rathaus – Hohe Straße – Graf-Adolf-Platz – Mintropplatz – Eller                                               |
| 7     | Unterrath – Marienhospital – Tonhallenstraße – Oststraße – Bilker Allee – Hafen |
| 8     | Brehmplatz – Uhlandstraße – Ackerstraße – Hauptbahnhof – Graf-Adolf-Platz – Hafen – Hamm                                                                                                |
| 9     | Derendorf – Schlossstraße – Pempelforter Straße – Hauptbahnhof – Graf-Adolf-Platz – Bilker Kirche – Südfriedhof                                                                         |
| 10    | Stadion – Fischerstraße – Königsallee – Hüttenstraße – Oberbilk |
| 11    | Kaiserswerth – Kaiserswerther Straße – Tonhallenstraße – Hauptbahnhof |
| 12    | Ratingen – Oberrath – Rather Broich – Grafenberger Allee – Wehrhahn – Schadowplatz |
| 14    | Grafenberg – Lichtstraße – Birkenstraße – Hauptbahnhof – Mintropplatz – Fürstenplatz – Karolingerplatz                                                                                  |
| 15    | Eller – Erkrather Straße – Worringer Platz – Klosterstraße – Elberfelder Straße – Corneliusstraße – Eckstraße                                                                           |
| 16    | Neuss Obertor – Neuss Bahnhof – Handweiser – Heerdt Rathaus – Belsenplatz – Oberkasseler Brücke – Corneliusplatz – Bismarckstraße – Hauptbahnhof                                        |
| 17    | Lörick Schleife – Belsenplatz – Oberkasseler Brücke – Graf-Adolf-Platz |
| 18    | Bahnhof Benrath – Holthausen – Wersten – Oberbilker Markt – Hauptbahnhof – Bismarckstraße – Corneliusplatz – Mühlenstraße – Rathaus – Flinger Straße – Corneliusstraße – Hindenburgwall |
| A     | Graf-Adolf-Platz – Belsenplatz – Lörick – Büderich – Meerbusch – Osterath – Fischeln – Dießem – Krefeld Hauptbahnhof – Krefeld Rheinstraße                                              |
| B     | Neuss Bahnhof – Handweiser – Büderich – Meerbusch |
| C     | Graf-Adolf-Platz – Belsenplatz – Lörick – Meerbusch – Strümp – Uerdingen – Kaldenhausen – Trompet – Moers                                                                               |
| D     | Graf-Adolf-Platz – Stockum – Kaiserswerth – Wittlaer – Huckingen – Duisburg Hauptbahnhof                                                                                                |
| O     | Benrath – Hilden – Trotzhilden – Ohligs |
| V     | Benrath – Hilden – Haan – Oberhaan – Vohwinkel |

Schon zu Beginn der 1910er Jahre zeichnete sich ab, dass die Rheinbrücke bei Oberkassel dem steigenden Verkehr bald nicht mehr gewachsen sein würde. So beschloss die Rheinbahn, die Brücke zu verbreitern. Der Beginn der Arbeiten wurde aber durch den Ausbruch des Ersten Weltkrieges und die anschließende Wirtschaftskrise verhindert. Nach dem Ende der Inflation begann man dann, die Verbreiterung von 14,20 m auf 26,54 m umzusetzen. Man setzte dazu neben die bestehenden Brückenpfeiler zwei Fahrspuren, auf die die Fußwege und Straßenbahngleise verlegt wurden. Die Mitte wurde gänzlich dem Autoverkehr überlassen. Die Eröffnung fand schließlich am 20. April 1926 statt, und ab dem 1. Juli 1927 konnte die Brücke dann ohne Maut benutzt werden. In diesem Jahr begannen auch die Arbeiten für eine zweite Rheinquerung im Süden von Düsseldorf und Neuss, wo man plante, die bei Hamm existierende Fährverbindung durch eine Brücke zu ersetzen. Am 12. Oktober 1929 erfolgte die Eröffnung der Südbrücke, und die Linie 16 wurde vom Hauptbahnhof über Hamm bis zum Obertor in Neuss verlängert und bildete somit eine Ringlinie. Ab dem 10. September 1931 führte diese Ringlinie 16 als Besonderheit ein rotes Liniensignal für die südliche Hälfte des Rings über die Südbrücke und ein schwarzes Liniensignal für die nördliche Hälfte des Rings über Oberkassel. In Neuss wechselten die Fahrer die Linienschilder dabei von Oberkassel kommend am Neusser Hauptbahnhof und von der Südbrücke kommend am Neusser Obertor, in Düsseldorf hingegen in beiden Richtungen am Hauptbahnhof. Die farbliche Unterscheidung endete schließlich am 1. April 1942, als die rote Linie 16 die neue Nummer 26 zugeteilt bekam.
Die Eröffnung der Linie 13 am 1. November 1928 führte zu einem Lückenschluss in der Nummerierung. Sie verkehrte ab diesem Tag als Ringlinie vom Hauptbahnhof über die Ackerstraße, die Uhlandstraße, den Brehmplatz, die Rethelstraße, die Sternstraße, die Hofgartenstraße, den Corneliusplatz, die Königsallee, den Graf-Adolf-Platz, die Lorettostraße, die Bilker Kirche und die Corneliusstraße zurück zum Hauptbahnhof. Wegen der geringen Nutzung stellte man diese Linie allerdings am 15. Februar 1931 schon wieder ein.
Ab dem 27. September 1930 wurde an den Haltestellen am Wilhelm-Marx-Haus und am Corneliusplatz eine weitere technische Neuerung eingesetzt. Durch ein über den Fahrdraht übermitteltes Signal konnte angezeigt werden, welche Linie als nächste eintreffen würde. Auch weiterhin blieb die Rheinbahn, trotz der einsetzenden Wirtschaftskrise, in der Forschung aktiv. So beschäftigte man sich unter anderem mit einem Losradantrieb, der in späteren Jahren eine Voraussetzung der Niederflurstraßenbahnen wurde.
Eine Änderung im Liniennetz wurde durch die Einstellung der Linie 6 zwischen Lierenfeld und Oberbilk am 15. Juli 1931 vorgenommen. Dafür verkehrte nun die Linie 2 über die Erkrather Straße bis nach Eller. In Eller selbst wurden die dort endenden Linien bis zur Vennhauser Allee verlängert. Bereits im Jahr 1930 hatte man in Benrath mit dem Abriss der Brücke über die Reichsbahnstrecke nach Köln begonnen. In diesem Abschnitt wurde die Reichsbahnstrecke auf vier Gleise erweitert und höher gesetzt. Somit verkehrte die Straßenbahn ab dem 30. Oktober 1933 durch eine Unterführung Richtung Osten. Gleichzeitig wurden die Gleise bis zum Depot in Benrath auf Normalspur umgespurt, so dass die meterspurigen Linien um ein weiteres Stück verkürzt wurden.
Da die beiden Strecken des Benrather Netzes ins Bergische Land über Jahre hinweg nur stiefmütterlich behandelt wurden, musste in den 1930er Jahren eine starke Abnutzung festgestellt werden. Die Rheinbahn hatte zunächst allerdings nicht die Absicht die Gleise zu erneuern, da dies mit hohen Investitionen verbunden gewesen wäre. Stattdessen plante sie die Umstellung der beiden Linien auf einen Obusbetrieb. Da die an den beiden Strecken gelegenen Gemeinden dies allerdings ablehnten, musste die Rheinbahn die Sanierung der Strecke schließlich doch durchführen. Im Zuge dieser Sanierung wurden die eingleisigen Abschnitte in vielen Bereichen zweigleisig ausgebaut. Da sich dadurch die Fahrzeit verkürzte, konnten beide Linien nun im 20-Minuten-Takt bedient werden, so dass in dem von beiden Linien befahrenen Abschnitt zwischen Benrath und Hilden ein Zehn-Minuten-Takt entstand. Die 1935/36 dafür beschafften Triebwagen 106 bis 119 blieben bis zur schrittweisen Einstellung des Benrather Netzes in den Jahren 1961 und 1962 im Dienst.
Am 14. Oktober 1934 wurde die Straßenbahnstrecke entlang der 1923 gebauten Werstener Straße zwischen dem Stoffler Kapellchen und der Kölner Landstraße in Wersten in Betrieb genommen. Die zuvor zwischen Rath und Stoffeln verkehrende Linie 1 wurde bis Holthausen verlängert. Am 15. Mai 1935 wurden zu den bereits bestehenden Linien vier weitere eröffnet. Sie ersetzten die bis dahin verkehrenden Einsatzwagen und Verstärkerlinien.
| Linie | Linienweg                                                                                            |
| ----- | --- |
| 20    | Uerdinger Straße – Duisburger Straße – Königsallee – Hüttenstraße – Oberbilk                         |
| 24    | Grafenberg – Flingern – Hauptbahnhof – Graf-Adolf-Platz – Hafenamtstraße                             |
| 28    | Düsseltal – Brehmplatz – Uhlandstraße – Hauptbahnhof – Graf-Adolf-Platz – Bilker Kirche – Fährstraße |
| 29    | Derendorf – Hauptbahnhof – Fürstenplatz – Auf’m Hennekamp                                            |

In den folgenden Jahren ergaben sich einige kleinere Änderungen im Liniennetz. Zudem wurde am 10. September 1935 eine Verlängerung der Linie 6 dem Verkehr übergeben. Diese in weiten Teilen bereits in den 1920er Jahren erbaute, aber nie fertiggestellte Strecke führte vom Brehmplatz über die Lindemannstraße, den Dorotheenplatz, die Kettwiger Straße, die Werdener Straße, den Oberbilker Markt und die Kruppstraße bis zum Volksgarten.
Am 15. Dezember 1936 kaufte die Stadt Düsseldorf die restlichen Anteile der RWE AG auf, und die Rheinbahn ging zu hundert Prozent in den Besitz der Stadt über. Gleichzeitig fand auch die offizielle Fusion der beiden bis dahin noch getrennt existierenden Gesellschaften statt. Ab diesem Tag firmierten die Straßenbahnen auch rechtlich nur noch als Rheinische Bahngesellschaft AG, Düsseldorf.
Ab dem 16. April 1937 war die Rheinbahn Besitzerin der Kreis Mettmanner Straßenbahn GmbH. Diese war von der RWE AG übernommen worden. Ab dem 1. Mai 1938 gab es auch eine neue Regelung für die Linie nach Duisburg. Die Strecke wurde in der Mitte geteilt, so dass der südliche Abschnitt in den Besitz der Rheinbahn überging, während der nördliche Abschnitt in den Besitz der Duisburger Straßenbahnen GmbH wechselte. Die Linie wurde weiterhin von beiden Unternehmen gemeinsam betrieben. So umfasste das Angebot der Rheinbahn zu Beginn des Zweiten Weltkrieges insgesamt 30 Linien in Düsseldorf und Umgebung.
| Linie | Linienweg |
| ----- | --- |
| 1     | Rath – Derendorf – Corneliusplatz – Graf-Adolf-Platz – Bahnhof Bilk – Stoffeln – Wersten – Holthausen – Benrath                                                                                  |
| 2     | Nordfriedhof – Marienhospital – Tonhallenstraße – Hauptbahnhof |
| 3     | Bahnhof Gerresheim – Grafenberg – Uhlandstraße – Corneliusplatz – Rathaus |
| 4     | Rath – Brehmplatz – Uhlandstraße – Corneliusplatz – Ratinger Tor – Luegplatz – Belsenplatz |
| 6     | Volksgarten – Flingern – Brehmplatz – Rethelstraße – Marienhospital – Ratinger Tor – Rathaus – Hohe Straße – Graf-Adolf-Platz – Mintropplatz – Ellerstraße – Oberbilk                            |
| 7     | Unterrath – Marienhospital – Tonhallenstraße – Corneliusstraße – Bilker Kirche – Franziusstraße                                                                                                  |
| 8     | Zoo – Brehmplatz – Uhlandstraße – Hauptbahnhof – Graf-Adolf-Platz – Hafen – Hamm |
| 9     | Derendorf – Schlachthof – Pempelforter Straße – Hauptbahnhof – Graf-Adolf-Platz – Bilker Kirche – Südfriedhof                                                                                    |
| 10    | Eller – Karl-Geusen-Straße – Hüttenstraße – Graf-Adolf-Platz – Königsallee – Corneliusplatz – Fischerstraße – Golzheim – Rheinstadion                                                            |
| 11    | Kaiserswerth – Stockum – Tonhallenstraße – Hauptbahnhof |
| 12    | Ratingen – Oberrath – Uhlandstraße – Corneliusplatz – Elberfelder Straße |
| 14    | Grafenberg – Flingern – Ackerstraße – Hauptbahnhof – Mintropplatz – Fürstenplatz – Karolingerplatz – Städt. Krankenanstalt – Stoffeln                                                            |
| 15    | Eller – Lierenfeld – Worringer Platz – Klosterstraße – Elberfelder Straße – Corneliusstraße – Elberfelder Straße                                                                                 |
| 16    | Hauptbahnhof – Corneliusplatz – Ratinger Tor – Belsenplatz – Heerdt – Handweiser – Neuss Bahnhof – Neuss, Markt – Selikumer Straße – Südbrücke – Bilker Kirche – Graf-Adolf-Platz – Hauptbahnhof |
| 17    | Lörick Schleife – Belsenplatz – Luegplatz – Graf-Adolf-Platz – Bahnhof Bilk – Aachener Platz – Volmerswerth                                                                                      |
| 18    | Bahnhof Benrath – Holthausen – Wersten – Oberbilker Markt – Hauptbahnhof – Bismarckstraße – Corneliusplatz – Mühlenstraße – Rathaus                                                              |
| 20    | Reeser Platz – Duisburger Straße – Königsallee – Graf-Adolf-Platz – Hüttenstraße – Oberbilk |
| 21    | Unterrath – Spichernplatz – Nordstraße – Wilhelm-Marx-Haus – Graf-Adolf-Platz – Bahnhof Bilk – Karolinger Platz – Auf’m Hennekamp                                                                |
| 24    | Grafenberg – Flingern – Ackerstraße – Hauptbahnhof – Graf-Adolf-Platz – Bilker Kirche – Aderstiftung                                                                                             |
| 27    | Hafen – Bilker Kirche – Corneliusstraße – Oststraße – Uhlandstraße – Staufenplatz |
| 28    | Hafen – Graf-Adolf-Platz – Hauptbahnhof – Ackerstraße – Uhlandstraße – Brehmstraße – Düsseltal                                                                                                   |
| 29    | Derendorf – Schlachthof – Pempelforter Straße – Hauptbahnhof – Mintropplatz – Fürstenplatz – Auf’m Hennekamp                                                                                     |
| 30    | Heerdt – Büderich – Meerbusch |
| D     | Graf-Adolf-Platz – Wilhelm-Marx-Haus – Stockum – Kaiserswerth – Wittlaer – Huckingen – Wanheim – Duisburg Hauptbahnhof                                                                           |
| K     | Graf-Adolf-Platz – Belsenplatz – Lörick – Büderich – Meerbusch – Osterath – Fischeln – Dießem – Krefeld Hbf – Krefeld, Rheinstraße                                                               |
| M     | Graf-Adolf-Platz – Belsenplatz – Lörick – Büderich – Meerbusch – Strümp – Lank – Uerdingen – Rumeln – Trompet – Schwafheim – Moers                                                               |
| O     | Benrath – Hilden – Trotzhilden – Ohligs |
| T     | Wülfrath – Düssel – Dornap |
| V     | Benrath – Hilden – Haan – Oberhaan – Vohwinkel |
| W     | Mettmann – Dornap – Wieden – Vohwinkel |

### Betrieb unter Kriegsbedingungen
Der Streckenabschnitt zwischen Wülfrath, Dornap und Wieden wurde am 1. Januar 1940 für 100.000 Reichsmark an die Wuppertaler Bahnen AG veräußert, da man mittelfristig plante, das Netz im Kreis Mettmann auf Omnibusse umzustellen. Diese Überlegung wurde zunächst nicht realisiert, da es neben Personalmangel auch zu Treibstoffbeschränkungen kam. Da diese den Individualverkehr fast gänzlich zum Erliegen brachten, stiegen die Fahrgastzahlen der Rheinbahn auf Rekordhöhen. Ab 1940 kam es durch Luftangriffe der Alliierten immer wieder zu Unterbrechungen im Betrieb sowie Umleitungen und Änderungen im Linienverlauf. Da immer mehr Personal abgezogen wurde, führte man ab dem 4. September 1944 vorerst den schaffnerlosen Betrieb ein, der allerdings in den Nachkriegsjahren zunächst wieder abgeschafft wurde. Am 2. März 1945 wurde die Südbrücke, am folgenden Tag die Oberkasseler Brücke gesprengt. Fünf Tage später, am 8. März, stellte man den Betrieb ein.
| Datum             | Ereigniss                                                   |
| ----------------- | ----------------------------------------------------------- |
| 12. Februar 1940  | Einstellung der Linien 20, 24, 28 und 29                    |
| 16. Dezember 1940 | Wiedereinführung der Linien 20, 24 und 29                   |
| 15. Juni 1942     | Endgültige Einstellung der Linien 20, 24 und 29             |
| 12. Juni 1943     | Einstellung der Linien 4 und 6                              |
| 3. November 1943  | Einstellung der Linien 9 und 14                             |
| 26. November 1943 | Einführung einer neuen Linie 9                              |
| Herbst 1944       | Einstellung der Linie 26                                    |
| 28. Februar 1945  | Einstellung der Linie M                                     |
| 1. März 1945      | Einstellung der Linie 30                                    |
| 2. März 1945      | Einstellung der Linien 8, 10, 16, 17, K und D               |
| 3. März 1945      | Einstellung der Linien 1, 7, 9 und 11                       |
| 6. März 1945      | Einstellung der Linie 3                                     |
| 7. März 1945      | Einstellung der Linie 18                                    |
| 8. März 1945      | Einstellung der Linie 15, endgültiges Ende des Bahnbetriebs |

## Nach dem Zweiten Weltkrieg

### Wiederaufbau

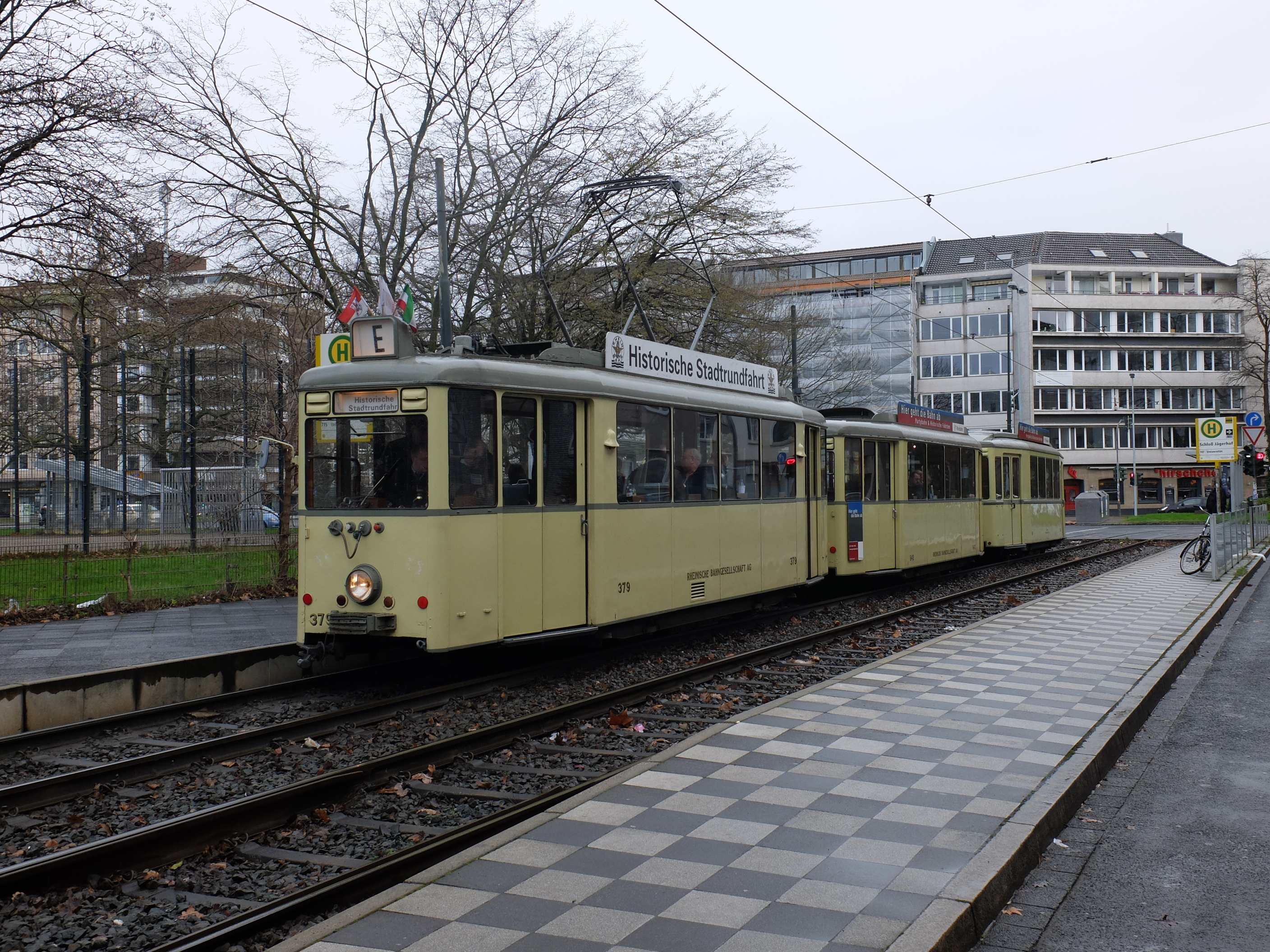
Verbandswagen Nr. 379 an der Haltestelle Schloß Jägerhof

Am 8. Juni 1945 wurde die Linie O wieder in Betrieb genommen. Bis Ende des Jahres konnten bereits wieder 16 Linien auf einem 179,1 Kilometer langen Netz fahren. Zudem wurde am 1. August 1948 eine neue Linie 4 eingeführt, die auf einer komplett neuen Strecke fuhr. Konnte man nach dem Krieg 78,33 Millionen Fahrgäste befördern, waren es 1946 bereits 209,73 Millionen.
Ab dem 10. September 1948 verkehrte auch wieder der Speisewagen nach Krefeld über die im Mai provisorisch mit einer Breite von 8,21 m wiederhergestellte Brücke in Oberkassel. Während dieses Provisorium bis in die 1970er Jahre erhalten blieb, wurde die Südbrücke stattdessen am 17. November 1951 in moderner Form wiedereröffnet. In diesem Jahr folgte mit der Verlegung der Gleise aus der Breitestraße und Friedrichstraße in die Kasernenstraße und Elisabethstraße der erste Neubau nach Ende des Krieges. Gegen Ende des Jahres 1948 waren wieder 26 der früher 31 Linien in Betrieb.

### 1950er Jahre
Am 17. Juli 1955 wurde die Neubaustrecke in der neu angelegten Berliner Allee eröffnet. Seit diesem Tag ist die Königsallee ohne Straßenbahn. Vorgesehen war zunächst ein Ausbau des Abschnittes in der Berliner Allee als U-Bahn-Strecke, was allerdings aufgrund der geschätzten Baukosten von 20 Millionen DM nicht verwirklicht wurde. Gleichzeitig begann man mit der Modernisierung des Wagenparks. Die bis dahin verwendeten zweiachsigen Fahrzeuge wurden nach und nach durch moderne vierachsige Großraumwagen ersetzt.

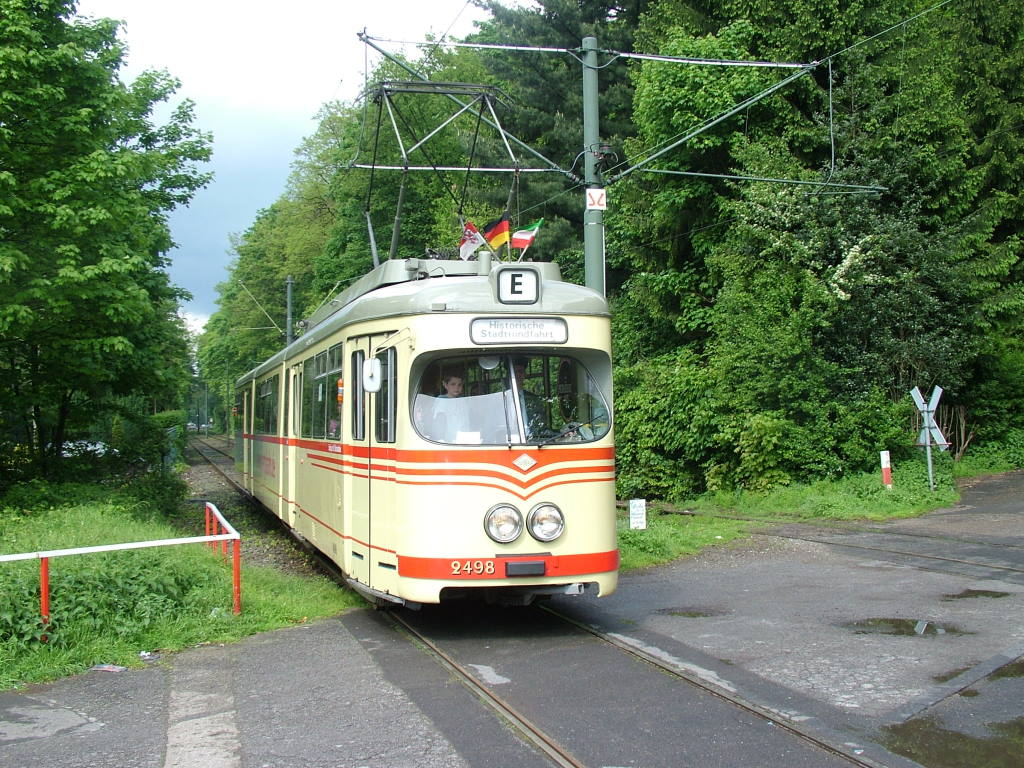
Sonderfahrt mit dem Triebwagen 2498 von 1960, der speziell für die „D-Bahn“ nach Duisburg beschafft wurde, auf der Linie (7)12

Neben diesen Verbesserungen gab es allerdings mit Streckenschließungen auch die ersten Ausdünnungen im Straßenbahnnetz. So wurden bereits 1946 die Gleise in Düsseltal abgebaut und einige Abschnitte in der Innenstadt stillgelegt. Am 17. Mai 1952 wurde die Linie W nach Wuppertal eingestellt. Am 3. Mai 1954 folgte die Strecke zwischen Handweiser und Meerbusch. Trotz dieser beginnenden Reduzierungen hatte die Rheinbahn 1956 mit 320 Millionen Fahrgästen das beste Jahr nach dem Zweiten Krieg.
Der Individualverkehr nahm stetig zu und entwickelte sich mehr und mehr zur Konkurrenz, die der Bahn kontinuierlich Fahrgäste streitig machte und so einen Rückgang der Einnahmen verursachte. Dieser Entwicklung versuchte man mit dem Abbau von Personal und einer Streckung des Taktes von zehn auf zwölf Minuten zu begegnen. Gleichzeitig begann man mit der Sanierung aller Strecken und legte diejenigen still, deren Wiederherstellung zu kostspielig erschien. Auch wurden einige Abschnitte Opfer der automobilfreundlichen Politik des Landes und der Stadt Düsseldorf. So forderte das Verkehrsministerium von Nordrhein-Westfalen die Stilllegung der Linie M zwischen Meerbusch und Moers. Diese Strecke wurde zum 20. Oktober 1958 trotz steigender Fahrgastzahlen stillgelegt, weil sie den Individualverkehr störte, ebenso wie die damalige Linie 2 (Hauptbahnhof – Tonhallenstraße – Dreieck – Nordfriedhof), die am 31. Juli 1960 das letzte Mal verkehrte.
Die von der Rheinbahn bestellten neuen Wagen waren, im Gegensatz zu den bisher verwendeten Fahrzeugen, für den Einrichtungsbetrieb konstruiert. Daher begann man Ende der 1950er Jahre damit, an den Endpunkten der Linien, auf denen diese eingesetzt werden sollten, Wendeschleifen zu bauen. In den Fällen, in denen der benötigte Platz nicht vorhanden war, legte man Gleisdreiecke an. Mit den Wagen des Typs GT6 erhielt die Rheinbahn ab 1956 auch die ersten Gelenkwagen der Duewag, von denen bis 1965 insgesamt 95 Stück beschafft wurden.
| Linie | Linienweg |
| ----- | --- |
| 1     | Rath – Derendorf – Wilhelm-Marx-Haus – Corneliusstraße – Stoffeln – Wersten – Holthausen – Benrath                                                     |
| 2     | Nordfriedhof – Tonhallenstraße – Hauptbahnhof |
| 3     | Gerresheim – Grafenberg – Corneliusplatz – Burgplatz                                                                                                   |
| 4     | Derendorf – Hauptbahnhof – Karolingerplatz – Stoffeln                                                                                                  |
| 6     | Am Steinberg – Volksgarten – Oberbilk – Flingern – Brehmplatz – Stockkampstraße – Wilhelm-Marx-Haus – Graf-Adolf-Platz – Bilk – Am Steinberg           |
| 7     | Unterrath – Spichernplatz – Tonhallenstraße – Hauptbahnhof                                                                                             |
| 8     | Heinrichstraße – Brehmplatz – Hauptbahnhof – Graf-Adolf-Platz – Hamm                                                                                   |
| 9     | Grafenberg – Flingern – Hauptbahnhof – Graf-Adolf-Platz – Südfriedhof                                                                                  |
| 10    | Rheinstadion – Golzheim – Corneliusplatz – Oberbilk – Eller                                                                                            |
| 11    | Kaiserswerth – Golzheim – Duisburger Straße – Tonhallenstraße – Hauptbahnof                                                                            |
| 12    | Ratingen – Oberrath – Schadowplatz |
| 16/26 | Hauptbahnhof – Corneliusplatz – Belsenplatz – Handweiser – Neuss Hauptbahnhof – Stadthalle – Südfriedhof – Graf-Adolf-Platz – Hauptbahnhof             |
| 17    | Lörick – Belsenplatz – Wilhelm-Marx-Haus – Graf-Adolf-Platz – Bahnhof Bilk – Volmerswerther Straße                                                     |
| 18    | Benrath – Holthausen – Wersten – Oberbilk – Hauptbahnhof – Corneliusplatz – Burgplatz                                                                  |
| 21    | Unterrath – Spichernplatz – Wilhelm-Marx-Haus – Graf-Adolf-Platz – Bilk Bahnhof – Karolingerplatz – Stoffeln                                           |
| D     | Duisburg – Huckingen – Wittlaer – Kaiserswerth – Golzheim – Wilhelm-Marx-Haus – Graf-Adolf-Platz                                                       |
| K     | Krefeld Rheinstraße – Dießem – Fischeln – Osterath – Meerbusch – Büderich – Lörick – Belsenplatz – Wilhelm-Marx-Haus – Graf-Adolf-Platz                |
| M     | Moers – Schwafheim – Trompet – Rumeln – Uerdingen – Lank – Strümp – Meerbusch – Büderich – Lörick – Belsenplatz – Wilhelm-Marx-Haus – Graf-Adolf-Platz |
| O     | Benrath – Hilden – Trotzhilden – Ohligs |
| V     | Benrath – Hilden – Haan – Oberhaan – Vohwinkel |

### 1960er Jahre

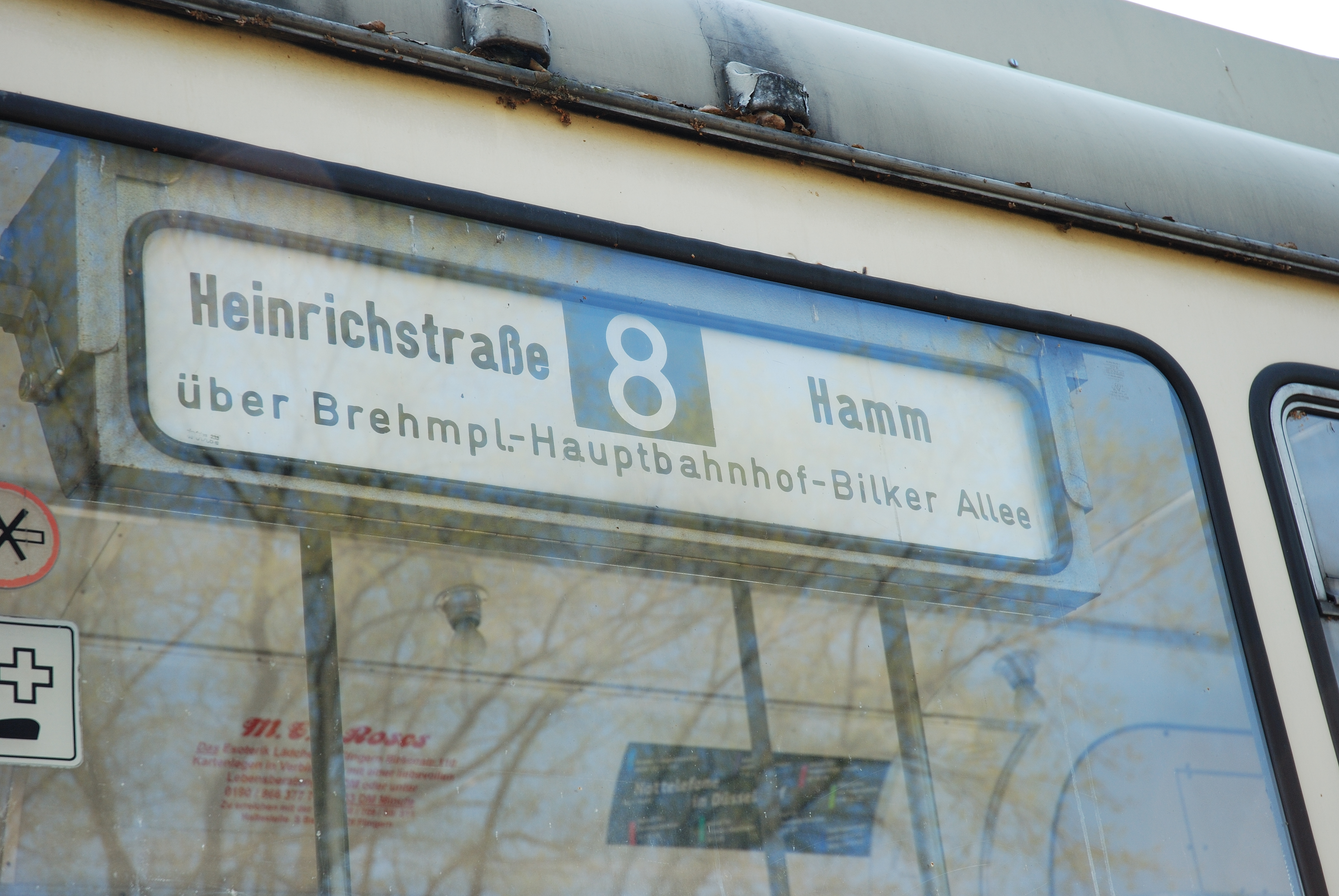
Alte Rollbandanzeige der Linie 8

Ab dem 1. August 1960 verkehrten alle Linien im Zwölf-Minuten-Takt. Ein Jahr später wurden die Linien nach 20 Uhr nur noch alle 20 Minuten bedient. Gleichzeitig sank aufgrund der immer größer werdenden Behinderungen durch den Individualverkehr die Reisegeschwindigkeit der Bahnen. Dies führte zu einem weiteren Rückgang der Fahrgastzahlen. Man begann damit, kritische Bereiche umzustellen. So wurde ab 1960 bis zum 17. April 1964 der Bereich um den Hauptbahnhof umfassend umgestaltet. Zwischen dem 1. August 1961 und dem 30. Oktober 1962 folgte der Ausbau des Bereiches um den Jan-Wellem-Platz, der die Funktionen des Umsteigepunktes Wilhelm-Marx-Haus übernehmen sollte. Im Innern dieser viergleisigen Anlage befanden sich auch die Haltestellen zahlreicher Buslinien, so dass sie zu einem wichtigen Umsteigepunkt in Düsseldorf wurde. Diesem Ausbau folgte die Einstellung der Linien in der Altstadt. Somit verschwanden die Straßenbahnen auch vom Burgplatz, dessen Bild sie seit 1876 prägten. Neben den Gleisen in der Altstadt wurden auch die überflüssigen Anlagen am Graf-Adolf-Platz entfernt, weil die bisher dort endenden Linien nun bis zum Jan-Wellem-Platz verkehrten.
Am 8. Mai 1961 wurde die Linie V der Bergischen Kleinbahnen von Benrath nach Vohwinkel und am 15. April 1962 die Linie O nach Ohligs eingestellt. Somit gab es ab diesem Tag nur noch normalspurige Straßenbahnen bei der Rheinbahn. Die Zahl der von der Rheinbahn betriebenen Linien reduzierte sich damit auf insgesamt 16 im Jahr 1968.
Seit dem 19. September 1965 lief auf der Linie 4 probeweise der schaffnerlose Betrieb. Da dieser sich als problemlos durchführbar erwies, begann man ab dem 1. Januar 1968 mit der Umstellung der Linien 1 und 18, diesen auf alle Linien auszudehnen. Zu diesem Zweck wurden die Fahrzeuge mit Türöffnern außen und innen, Entwertern und einer akustischen Warnvorrichtung in der Fahrerkabine gegen das versehentliche Anfahren bei geöffneten Türen ausgestattet. Somit konnten im Laufe des Jahres alle Beiwagen ohne Schaffner betrieben werden. Auch die Triebwagen wurden nach und nach für diesen Einsatz umgebaut.
| Linie | Linienweg |
| ----- | --- |
| 1     | Rath – Derendorf – Jan-Wellem-Platz – Corneliusstraße – Stoffeln – Wersten – Holthausen – Benrath                                                 |
| 2     | Unterrath – Jan-Wellem-Platz – Bilk – Am Steinberg                                                                                                |
| 3     | Gerresheim – Grafenberg – Jan-Wellem-Platz – Wilhelm-Marx-Haus                                                                                    |
| 4     | Derendorf – Hauptbahnhof – Karolingerplatz – Stoffeln                                                                                             |
| 6     | Am Steinberg – Volksgarten – Oberbilk – Dorotheenplatz – Brehmplatz – Stockkampstraße – Jan-Wellem-Platz – Graf-Adolf-Platz – Bilk – Am Steinberg |
| 7     | Unterrath – Tonhallenstraße – Hauptbahnhof – Erkrather Straße – Lierenfeld – Eller                                                                |
| 8     | Heinrichstraße – Brehmplatz – Hauptbahnhof – Graf-Adolf-Platz – Hamm                                                                              |
| 9     | Grafenberg – Dorotheenplatz – Hauptbahnhof – Graf-Adolf-Platz – Südfriedhof                                                                       |
| 10    | Rheinstadion – Golzheim – Jan-Wellem-Platz – Wilhelm-Marx-Haus                                                                                    |
| 11    | Kaiserswerth – Golzheim – Duisburger Straße – Tonhallenstraße – Hauptbahnhof                                                                      |
| 12    | Ratingen – Oberrath – Jan-Wellem-Platz – Wilhelm-Marx-Haus                                                                                        |
| 16/26 | Hauptbahnhof – Jan-Wellem-Platz – Belsenplatz – Handweiser – Neuss Hauptbahnhof – Stadthalle – Südfriedhof – Graf-Adolf-Platz – Hauptbahnhof      |
| 17    | Lörick – Belsenplatz – Wilhelm-Marx-Haus – Graf-Adolf-Platz – Bahnhof Bilk – Volmerswerther Straße                                                |
| 18    | Benrath – Holthausen – Wersten – Oberbilk – Hauptbahnhof – Jan-Wellem-Platz – Belsenplatz                                                         |
| D     | Duisburg Hauptbahnhof – Huckingen – Wittlaer – Kaiserswerth – Golzheim – Jan-Wellem-Platz                                                         |
| K     | Krefeld Rheinstraße – Dießem – Fischeln – Osterath – Meerbusch – Büderich – Lörick – Belsenplatz – Jan-Wellem-Platz                               |

Vom 15. Juli 1969 bis 1977 wurde ein vier Kilometer langer im südlichen Stadtgebiet Duisburgs liegender Abschnitt der Düsseldorf-Duisburger Kleinbahn#Umbau zur Stadtbahn und Vorlaufbetrieb von 1969 bis 1988 in eine Stadtbahnstrecke umgebaut. Zu diesem Zweck wurden die Haltestellen zwischen Waldfriedhof und Kesselsberg zu überdachten Bahnhöfen mit Bahnsteigen für den niveaugleichen Ein- und Ausstieg ausgebaut und die Strecke teilweise aufgeständert sowie eine stark frequentierte Straßenkreuzung an der Haltestelle Sittardsberg in Hochlage neu gebaut, um eine Unterquerung mit integrierten Bahnhof zu ermöglichen. Im gleichen Zeitraum erfolgte auf dem Gebiet des 1975 nach Düsseldorf eingemeindeten Ortes Wittlaer der Umbau einer bestehenden Haltestelle in einem für den Stadtbahnbetrieb tauglichen Bahnhof, der in den Jahren 1975 oder 1976 in Betrieb ging. Die Bauweise mit Mittelbahnsteig war ein Novum auch im Düsseldorfer Straßenbahnnetz und erforderte erstmals den Einsatz von Fahrzeugen mit Türen an beiden Seiten. Die Fahrzeuge des Typs GT8S – davon vier mit Speiseabteil – erfüllten diese Anforderung und verkehrten bis 1981 und deren tunnelfähigen Umbauten GT8SU bis 1988 auf der Strecke der Linie D bzw. 79 ausschließlich. Der abgelegene, schlecht beleuchtete und wegen seiner geschlossenen Bauweise schwer einsehbare Bahnhof zog viele Straftäter an, so dass es häufig zu Vergewaltigungen und anderen Verbrechen kam. Dies war auch ein Grund dafür, dass er 2002 wieder abgerissen und ca. 200 Meter weiter nördlich nur noch mit einer teilweisen Überdachung neu errichtet wurde.

### 1970er Jahre
Im Jahr 1970 wurde die Station Rheinstadion im Zuge des Baues der Hallen des neuen Messegeländes erweitert. Für den Messebetrieb war ab Fertigstellung die Linie 20 als Verstärkung für die Linie 10 vorgesehen. Sie verkehrte auf derselben Strecke ab dem Hauptbahnhof.
In den Jahren 1971 bis 1973 erfolgte der zweigleisige Ausbau der Strecke nach Grafenberg.
Am 7. August 1971 fuhr die letzte Straßenbahn der Stadtwerke Neuss auf der Strecke Neusserfurth – Neuss Bahnhof – Markt – Grimlinghausen. Die Rheinbahn übernahm in der Folge alle vier- und sechsachsigen Fahrzeuge des kleinen Nachbarbetriebes. Ab diesem Tag wurden die Linien 16 und 26 allein von ihr betrieben. Ab dem 27. Mai 1972 gingen beide in der neuen Linie 5 auf.
Am 29. Juli 1973 traten umfangreiche Änderungen im Straßenbahnnetz in Kraft. Der Verlauf vieler Linien wurde geändert um den Fahrgästen mehr Direktverbindungen anbieten zu können. Eingestellt wurde die seit den 1920er Jahren verkehrende Linie 17. Als Ersatz wurde die Linie 3 über ihre bisherige Endhaltestelle Wilhelm-Marx-Haus hinaus nach Volmerswerth verlängert. Der Abschnitt Opernhaus – Lörick wurde von der Linie 10 übernommen. Zwischen Jan-Wellem-Platz und Messe/Rheinstadion verkehrte die Linie 18 statt der 10. Die Linie 2 wurde auf den Abschnitt Unterrath – Wilhelm-Marx-Haus (– Kirchplatz) verkürzt. Die Linie 11 verkehrte während der Hauptverkehrszeit über den Hauptbahnhof hinaus bis Holthausen. Als Ersatz für die während der Hauptverkehrszeit auf den Linien 1, 3 und 9 verkehrenden Einsatzwagen wurden die Verstärkerlinien 14 (Am Steinberg – Rath), 13 (Wilhelm-Marx-Haus – Gerresheim Mitte) und ab dem 29. September 1974 die Linie 19 (Südfriedhof – Bruchstraße (– Oberrath)) eingerichtet. Die neue Linie 15 (Holthausen – Uni-Kliniken – Bilk Bahnhof – Wilhelm-Marx-Haus – Oberkassel, Rheinbahnhaus) schloss gleich mehrere Angebotslücken: So gab es trotz der Änderung der Linie 18 und Einstellung der Linie 17 eine Direktverbindung von Holthausen, Wersten, Bilk und dem Kirchplatz und Graf-Adolf-Platz zum Opernhaus, Ratinger Tor und nach Oberkassel. Ähnlich wie die Linie 2 verkehrte sie nur während der Schwachverkehrszeiten (täglich abends, vormittags an Sonn- und Feiertagen) nicht. Die Linie 16 verstärkte während der Hauptverkehrszeit die Linie 10 zwischen Eller und Jan-Wellem-Platz und 18 zwischen Jan-Wellem-Platz und Reeser Platz.
1973 begann auch der Aufbau von Park-and-ride-Anlagen, um auch den Bewohnern der Nachbarstädte und Außenbezirke Düsseldorfs die Nutzung der Bahn für Fahrten in die Innenstadt zu ermöglichen, die weniger gut an den ÖPNV angebunden sind.
Der Bau einer Stadtbahn wurde viele Jahre diskutiert und vorbereitet. Den letztlichen Start gab es dann am 24. März 1973 zu bestaunen. An diesem Tag begannen in der Fischerstraße die Arbeiten zum ersten Abschnitt der geplanten Tunnelstrecke. Da sich dieser Abschnitt mit dem zu erhaltenden Baumbestand zugleich als sehr schwierig erwies, wurde hier der so genannte Düsseldorfer Deckel entwickelt. Dabei wurden im ersten Schritt Betonwände abgeteuft und zwischen diesen eine Betondecke gezogen. Auf dieser konnte dann die Fahrbahn wieder hergestellt werden. Im zweiten Schritt begann man nun, unter der Betondecke das Erdreich auszugraben, um den Tunnel herzustellen. Dem ersten rund 360 m langen Abschnitt folgte der 480 m lange Abschnitt zwischen Klever Straße und Kennedydamm. 1979 begann zum Abschluss der Bau der provisorischen Rampe in der Heinrich-Heine-Allee. Diese Arbeiten konnten dann am 3. Oktober 1981 abgeschlossen werden.
| Linie | Linienweg |
| ----- | --- |
| 1     | Rath – Derendorf – Jan-Wellem-Platz – Corneliusstraße – Stoffeln – Wersten – Holthausen – Benrath                                                 |
| 2     | Unterrath – Jan-Wellem-Platz – Wilhelm-Marx-Haus – Kirchplatz                                                                                     |
| 3     | Gerresheim – Grafenberg – Jan-Wellem-Platz – Wilhelm-Marx-Haus – Graf-Adolf-Platz – Volmerswerther Straße                                         |
| 4     | Derendorf – Hauptbahnhof – Karolingerplatz – Stoffeln                                                                                             |
| 5     | Hauptbahnhof – Jan-Wellem-Platz – Belsenplatz – Handweiser – Neuss Hauptbahnhof – Stadthalle – Südfriedhof – Graf-Adolf-Platz – Hauptbahnhof      |
| 6     | Am Steinberg – Volksgarten – Oberbilk – Dorotheenplatz – Brehmplatz – Stockkampstraße – Jan-Wellem-Platz – Graf-Adolf-Platz – Bilk – Am Steinberg |
| 7     | Unterrath – Tonhallenstraße – Hauptbahnhof – Erkrather Straße – Lierenfeld – Eller                                                                |
| 8     | Heinrichstraße – Brehmplatz – Hauptbahnhof – Bilker Allee – Hamm                                                                                  |
| 9     | Grafenberg – Flingern – Hauptbahnhof – Südfriedhof – Neuss, Theodor-Heuss-Platz                                                                   |
| 10    | Lörick – Belsenplatz – Jan-Wellem-Platz – Oberbilk – Eller                                                                                        |
| 11    | Kaiserswerth – Golzheim – Duisburger Straße – Tonhallenstraße – Hauptbahnhof – Oberbilk – Wersten – Holthausen                                    |
| 12    | Ratingen – Oberrath – Jan-Wellem-Platz – Wilhelm-Marx-Haus                                                                                        |
| 14    | Rath – Derendorf – Jan-Wellem-Platz – Corneliusstraße – Am Steinberg                                                                              |
| 15    | Rheinbahnhaus – Wilhelm-Marx-Haus – Graf-Adolf-Platz – Stoffeln – Wersten – Holthausen                                                            |
| 16    | Wilhelm-Marx-Haus – Jan-Wellem-Platz – Oberbilk – Eller                                                                                           |
| 18    | Rheinstadion – Golzheim – Duisburger Straße – Jan-Wellem-Platz – Hauptbahnhof – Oberbilk – Wersten – Holthausen – Benrath                         |
| 19    | Oberrath – Flingern – Hauptbahnhof – Graf-Adolf-Platz – Südfrriedhof                                                                              |
| D     | Duisburg Hauptbahnhof – Huckingen – Wittlaer – Kaiserswerth – Golzheim – Duisburger Straße – Jan-Wellem-Platz                                     |
| K     | Krefeld Rheinstraße – Dießem – Fischeln – Osterath – Meerbusch – Büderich – Lörick – Belsenplatz – Jan-Wellem-Platz                               |

### 1980er Jahre
Am 1. Januar 1980 wurde der Verkehrsverbund Rhein-Ruhr (VRR) gegründet, dem die Stadt Düsseldorf und die Rheinbahn AG seit Beginn angehören. Im Zuge einer einheitlichen und eindeutigen Nummerierung aller ÖPNV-Linien im VRR erhielten die Straßenbahnlinien eine mit 7 beginnende dreistellige Nummer, deren letzte Ziffer(n) mit der bisherigen Liniennummer übereinstimmt (701 statt 1 usw., 711 statt 11 usw.). Die D- und die K-Bahn wurden dem Schnellverkehr des VRR zugeordnet und erhielten deshalb zweistellige Liniennummern, in ihrem Fall 79 und 76. E-Wagen wurden fortan mit einem gestrichenen Liniensignal geführt, auf diese Weise vermied man vierstellige Linienbezeichnungen. Zu diesem Zeitpunkt betrieb die Rheinbahn noch 154,8 Kilometer Straßenbahnstrecken.
Am 3. Oktober 1981 wurde der erste unterirdische Abschnitt mit den U-Bahnhöfen Klever Straße und Nordstraße in Betrieb genommen und die erste Phase des sogenannten Stadtbahn-Vorlaufbetriebes gestartet. Deshalb änderte sich die Führung der Linien 79, 711 und 718.
| Linie | Linienweg                                                                                                |
| ----- | --- |
| 76    | Krefeld – Osterath – Büderich – Lörick – Belsenplatz – Opernhaus – Jan-Wellem-Platz – Hauptbahnhof       |
| 79    | Duisburg Hauptbahnhof – Wittlaer – Kaiserswerth – Golzheim – Opernhaus – Graf-Adolf-Platz – Hauptbahnhof |
| 701   | Rath S – Jan-Wellem-Platz – Wersten – Holthausen – Benrath Btf                                           |
| 702   | Unterrath S – Jan-Wellem-Platz – Kirchplatz                                                              |
| 703   | Bahnhof Gerresheim – Grafenberg – Jan-Wellem-Platz – Kirchplatz – (Holthausen)                           |
| 704   | Derendorf – Hauptbahnhof – Stoffeln                                                                      |
| 705   | Hauptbahnhof – Belsenplatz – Hauptbahnhof Neuss – Neuss, Stadthalle                                      |
| 706   | Merowingerplatz – Brehmplatz – Jan-Wellem-Platz – Am Steinberg                                           |
| 707   | Unterrath S – Hauptbahnhof – Eller                                                                       |
| 708   | Heinrichstraße – Uhlandstraße – Hauptbahnhof – Hamm                                                      |
| 709   | Grafenberg – Hauptbahnhof – Südfriedhof – Neuss, Theodor-Heuss-Platz                                     |
| 710   | Lörick – Belsenplatz – Jan-Wellem-Platz – Oberbilk – Eller                                               |
| 711   | Kaiserswerth – Golzheim – Opernhaus – Jan-Wellem-Platz                                                   |
| 712   | Ratingen – Oberrath – Uhlandstraße – Jan-Wellem-Platz – Volmerswerth                                     |
| 713   | Gerresheim Mitte – Jan-Wellem-Platz – Kirchplatz                                                         |
| 714   | Rath S – Derendorf – Jan-Wellem-Platz – Am Steinberg                                                     |
| 717   | Rheinbahnhaus – Belsenplatz – Jan-Wellem-Platz – Hauptbahnhof – Holthausen                               |
| 718   | Rheinstadion – Golzheim – Opernhaus – Jan-Wellem-Platz – Hauptbahnhof                                    |
| 719   | (Oberrath) – Hauptbahnhof – Südfriedhof – Neuss, Stadthalle – Hauptbahnhof Neuss                         |

Während auf der Linie 711 schon moderne Fahrzeuge zum Einsatz kamen, konnten die 2,65 m breiten Wagen auf den beiden anderen Strecken noch nicht eingesetzt werden, da eine Begegnung von Fahrzeugen an einigen Stellen nicht möglich war.
Während der ersten Phase des Vorlaufbetriebes wurde der Bau des viergleisigen und teilweise doppelstöckigen Innenstadttunnels fortgeführt und fertiggestellt. Teuerstes Einzelprojekt war der Bau des U-Bahnhofs Heinrich-Heine-Allee, der mit rund 400 Millionen DM zu Buche schlug. Im Zuge seiner Errichtung in offener Bauweise sorgte die Translozierung des Carsch-Hauses um 23 Meter nach Westen für großes Aufsehen. Im Endausbau sollte er aus zwei übereinanderliegenden Ebenen bestehen. Die obere viergleisige Haltestelle mit zwei Mittelbahnsteigen wurde im Zuge der Eröffnung des Innenstadttunnels in Betrieb genommen. Die darunter kreuzende zweigleisige westliche Zufahrt zur geplanten Haltestelle der sogenannten Wehrhahn-Linie wurde als Bauvorleistung für diese schon mitgebaut. Nach dem Planungsbeschluss des Rates der Stadt Düsseldorf für die Wehrhahn-Linie am 19. August 1999, dem zugehörigen Planfeststellungsverfahren zwischen September und November 2004 und dem Baubeginn der Wehrhahn-Linie im Jahr 2007 wurde ab Mai 2013 auch die untere Ebene des Kreuzungsbahnhofes – jetzt aber in bergmännischer Weise unterhalb des zum Schutz des darüber liegenden Gebäudes des Kaufhofes vereisten Erdreiches – gebaut und mit der Eröffnung der Wehrhahn-Linie am 20. Februar 2016 in Betrieb genommen.

Damaliges Logo des Verkehrsverbundes Rhein-Ruhr

Das zweite größere Einzelprojekt war der komplette Umbau des Hauptbahnhofes, unterhalb dessen ein zweiter großer U-Bahnhof angelegt wurde. Dieser wurde am 16. Dezember 1985 eröffnet. Zwischen den beiden Haltepunkten Heinrich-Heine-Allee und Hauptbahnhof verläuft die Strecke in zwei Ebenen mit jeweils zwei Gleisen pro Richtung. Erst kurz vor den Haltepunkten werden sie wieder in einer Ebene zusammengeführt.
Mitten in der Bauphase des Innenstadttunnels wurde am 29. August 1985 vom Rat der Stadt ein Beschleunigungsprogramm beschlossen. Es sah die Anlage von separaten Spuren für die Straßenbahnen und Vorrangschaltungen an den Ampeln vor. Für diese Investitionen wurden rund 150 Millionen DM bereitgestellt.
Neben den baulichen Maßnahmen zur Angebotsverbesserung wurden ab dem 1. Juli 1986 Nachtfahrten eingeführt. Begonnen wurde mit vier Bus- und neun Straßenbahnlinien. Nach Ende der Probephase beschloss man im November des gleichen Jahres, dieses Angebot dauerhaft bestehen zu lassen.

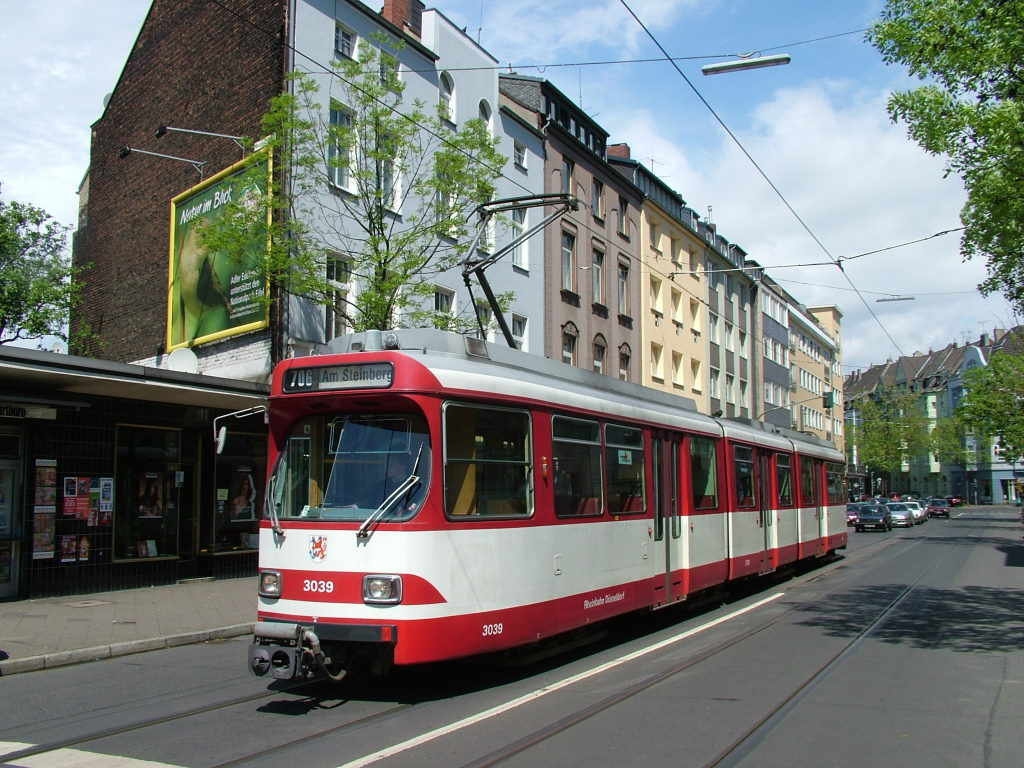
Ein typischer Straßenbahnwagen der 1980er Jahre: der Typ GT8S

Ab dem 12. April 1988 begannen die Arbeiten für das neue Depot in Lierenfeld. Es sollte Platz geschaffen werden für insgesamt 112 Fahrzeuge und die zentrale Werkstatt der Rheinbahn. Geplant war eine Bauzeit von fünf Jahren. Die endgültige Fertigstellung erfolgte mit der Eröffnung am 13. Oktober 1994. Das Gelände des alten Straßenbahndepots an der Erkrather Straße nahe dem Hauptbahnhof wurde am 16. Juli 1992 auf Grundlage eines am 13. Juli 1988 geschlossenen Vertrages der Stadt übergeben. Das unter Denkmalschutz stehende Gebäude wurde komplett umgebaut und beherbergt heute das Musiktheater Capitol.
Im selben Jahr konnte auch der Hauptbahnhof unterirdisch von Norden her angefahren werden. Am 31. Juli wurde der oberirdische Verkehr von Oberkassel/Heinrich-Heine-Allee über Jan-Wellem-Platz und Bismarckstraße Richtung Hauptbahnhof eingestellt. Feierliche Eröffnung war am 6. August des Jahres. Ab diesem Zeitpunkt nutzten alle in Richtung Kaiserswerth, Krefeld, Messe, Neuss, Oberkassel und Rheinstadion fahrenden Linien den Tunnel. Mit dem Beginn des Stadtbahnbetriebs wurden aus den Linien 76 und 79 jeweils die U76 und U79. Im gleichen Zug wurde auch die 718 in U78 umbenannt.
Ursprünglich ließen die Linien 76 und 79 noch diverse Halte innerhalb der Düsseldorfer Stadtgrenzen aus. Übernommen wurden diese durch zusätzliche Straßenbahnlinien wie zu der Zeit die 717 auf der Strecke der 76 und die 711 und 718 entlang der Linie 79. Mit der Einführung der Stadtbahnlinien entschloss man sich dazu, die Züge an jeder Station halten zu lassen. Dies galt auch für die neue U76 und U79. Aus diesem Grund wurde zur Tunneleröffnung die neue Schnellbahnlinie U70 zwischen Krefeld und Düsseldorf eingeführt. Sie verkehrt bis heute allerdings nur zur Hauptverkehrszeit und lässt auf der gesamten Strecke zwischen Düsseldorf und Krefeld zehn der insgesamt 27 Stationen aus.

### 1990er Jahre
| Linie | Linienweg                                                                           |
| ----- | ----------------------------------------------------------------------------------- |
| 701   | Bahnhof Rath – Jan-Wellem-Platz – Wersten – Holthausen – Benrath Btf                |
| 702   | Bahnhof Unterrath – Jan-Wellem-Platz – Heinrich-Heine-Allee – Kirchplatz            |
| 703   | Bahnhof Gerresheim – Grafenberg – Jan-Wellem-Platz – Kirchplatz (– Benrath Btf)     |
| 704   | Derendorf – Hauptbahnhof – Uni-Kliniken                                             |
| 705   | Neuss, Stadthalle – Neuss Hbf – Heinrich-Heine-Allee [U] – Hauptbahnhof [U]         |
| 706   | Merowingerplatz – Brehmplatz – Jan-Wellem-Platz – Am Steinberg                      |
| 707   | Bahnhof Unterrath – Hauptbahnhof – Eller, Vennhauser Allee                          |
| 708   | Heinrichstraße – Uhlandstraße – Hauptbahnhof – Hamm                                 |
| 709   | Grafenberg – Hauptbahnhof – Südfriedhof – Neuss, Theodor-Heuss-Platz                |
| 712   | Ratingen – Oberrath – Uhlandstraße – Jan-Wellem-Platz – Volmerswerth                |
| 713   | Gerresheim Mitte – Grafenberg – Jan-Wellem-Platz – Kirchplatz                       |
| 714   | (Bahnhof Rath –) Jan-Wellem-Platz – Bahnhof Oberbilk – Eller, Vennhauser Allee      |
| 717   | (Meerbusch, Hoterheide –) Lörick – Hauptbahnhof [U] – Bahnhof Oberbilk – Holthausen |
| 719   | Oberrath – Hauptbahnhof – Graf-Adolf-Platz – Südfriedhof – Neuss, Stadthalle        |

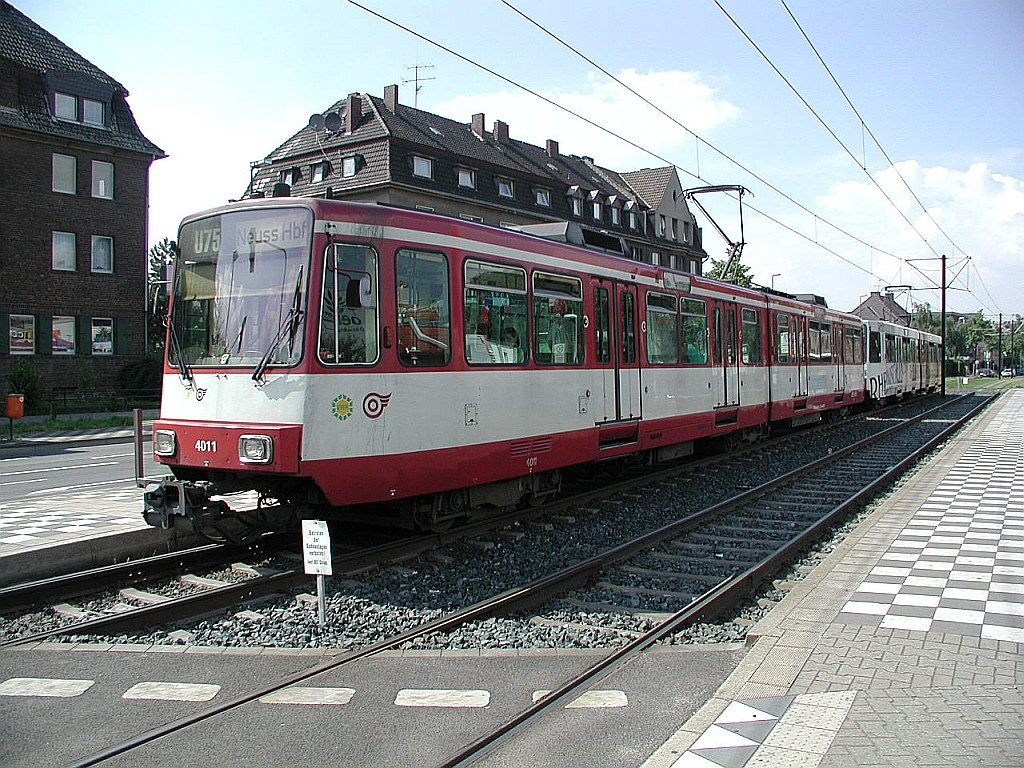
Die Stadtbahnlinie U75 übernahm die bisher der Straßenbahn vorbehaltene Strecke nach Neuss

Nach der Eröffnung der unterirdischen Strecke ging man an die provisorische Umgestaltung des Jan-Wellem-Platzes. Nach der Eröffnung des Innenstadttunnels zwischen den U-Bahnhöfen Heinrich-Heine-Allee und Hauptbahnhof wurde dieser von den Fernbahnlinien nicht mehr angefahren, da nun stattdessen die Stadtbahn, weiter südlich, die Königsallee quert. Durch diesen Wegfall von Linien konnten einige Gleise stillgelegt werden, womit jedoch gleichzeitig der Jan-Wellem-Platz als zweiter zentraler Umsteigepunkt neben dem Hauptbahnhof stark geschwächt wurde. Die Umgestaltung kostete rund 3,5 Millionen DM und war am 10. August 1992 abgeschlossen.
Parallel zu diesen Arbeiten wurde erstmals seit geraumer Zeit eine neue oberirdische Strecke in Betrieb genommen. In diesem Jahr war eine rund 800 m lange Ausbaustrecke auf dem Gelände der Heinrich-Heine-Universität entstanden. Die am 14. Dezember 1991 eröffnete Strecke kostete insgesamt rund 12 Millionen DM. Man verlängerte die Linie 704 von der Christophstraße bis zur neuen Haltestelle Universität Ost/Botanischer Garten. Die Verkehrsanbindung des Campus wurde damit deutlich verbessert.

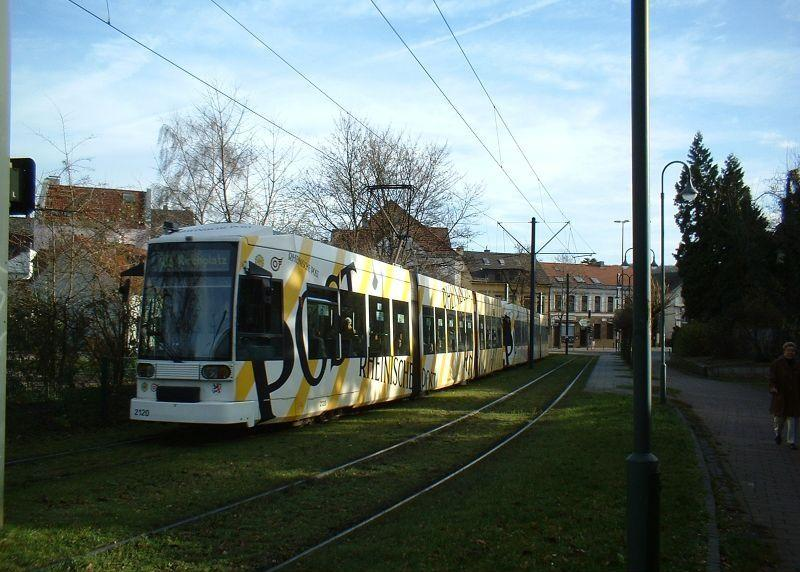
Doppeltraktion bestehend aus in den 1990er Jahren angeschafften Niederflurwagen des Typs NF6 in Gerresheim

Am 24. September 1993 wurde wegen der neugestalteten Fußgängerzone durch die Stadt Neuss der Rangiervertrag mit der Rheinbahn gekündigt. Dies bedeutete zum September 1999 den Wegfall der Neusser Innenstadtanbindung für die am 26. September 1993 entstandene, über den Stadtteil Oberkassel nach Neuss führende U75, die seitdem vor dem Hauptbahnhof in Neuss endet. Der Vorteil für die Rheinbahn war, dass die 2,65 m breiten B80-Wagen auf der verbleibenden Strecke eingesetzt werden konnten. Die Stadt Neuss versuchte zudem, auch die über die Düsseldorf-Neusser Südbrücke verkehrende Straßenbahnlinie 709 aus der Fußgängerzone zu verbannen. Nachdem die Pläne, die Bahn in eine Seitenstraße zu verlegen, wieder verworfen wurden, gab es alternative Überlegungen, eine unterirdische Strecke zu realisieren. Das Land weigerte sich allerdings, Zuschüsse für diese Maßnahme zu erteilen, deren Kosten man auf 200 Millionen DM geschätzt hatte.
Die Stadtbahnlinie U75 entstand mit der Eröffnung des 1,6 Kilometer langen Tunnels ab Hauptbahnhof in Richtung Eller. Sie ersetzte auf der Strecke bis zur Vennhauser Allee die Linie 707. Der Abschnitt umfasst zwei Tunnelbahnhöfe und kostete rund 380 Millionen DM. Am selben Tag wie der Tunnel wurde auch die kurze oberirdische Neubaustrecke von der Hansaallee bis zur Haltestelle Am Seestern eröffnet. Auf diesem Abschnitt wurde die Linie 717 eingesetzt. Diese Linie verkehrte dann ab dem 27. Februar 1994 als Stadtbahnlinie U77. Damit wurde die Mischung von Straßenbahn- und Stadtbahnlinien unter Nutzung des Innenstadttunnels beendet. Mischbetrieb fand und findet fortan nur noch in den Außenbereichen beider Netze statt.
Infolge der Tunneleröffnung wurde der Betrieb der damaligen 707 vom Hauptbahnhof Richtung Eller eingestellt. Die Gleise dienen heute als Betriebsstrecke zum Betriebshof Lierenfeld. Die Zufahrt der 707 von der Oststraße zum Hauptbahnhof wurde aus diesem Grund von der Bismarckstraße in die Immermannstraße mit einer nördlichen Einfahrt in die Haltestelle Hauptbahnhof verlegt. Somit war es dieser Linie möglich, den Abschnitt der Linie 704 vom Hauptbahnhof über Bilk (S) zur Universität zu übernehmen. Die 704 erhielt ab Hauptbahnhof einen neuen Verlauf entlang der Graf-Adolf-Str. am Landtag vorbei Richtung Südfriedhof bzw. Neuss, Stadthalle.
| Linie | Linienweg                                                            |
| ----- | -------------------------------------------------------------------- |
| 701   | Bahnhof Rath – Jan-Wellem-Platz – Wersten – Holthausen – Benrath Btf |
| 703   | Bahnhof Gerresheim – Grafenberg – Jan-Wellem-Platz – Kirchfeldstraße |
| 704   | Derendorf – Hauptbahnhof – Südfriedhof – Neuss, Stadthalle           |
| 706   | Merowingerplatz – Brehmplatz – Jan-Wellem-Platz – Am Steinberg       |
| 707   | Bahnhof Unterrath – Hauptbahnhof – Universität                       |
| 708   | Heinrichstraße – Uhlandstraße – Hauptbahnhof – Hamm                  |
| 709   | Grafenberg – Hauptbahnhof – Südfriedhof – Neuss, Theodor-Heuss-Platz |
| 711   | Heinrichstraße – Berliner Allee – Universität                        |
| 712   | Ratingen – Oberrath – Uhlandstraße – Jan-Wellem-Platz – Volmerswerth |
| 713   | Grafenberg – Jan-Wellem-Platz – Holthausen                           |
| 715   | Bahnhof Unterrath – Heinrich-Heine-Allee – Graf-Adolf-Platz – Eller  |
| 719   | Hubertushain – Hauptbahnhof – Graf-Adolf-Platz – Polizeipräsidium    |

1996 ging die Rheinbahn neue Wege zur Finanzierung. Sie verkaufte 19 Stadtbahnwagen an ein Unternehmen und leaste sie zurück. 1997 gingen 94 weitere Wagen in ein weiteres, sogenanntes Cross-Border-Leasing-Projekt. Da man mit diesem Vorgehen rund 16,2 Millionen DM sparte, gingen in den Folgejahren noch weitere Besitztümer in solchen Projekten auf.
Auf Anregung der Heinrich-Heine-Universität wurde am 24. Mai 1998 die Linie 716 eingeführt. Diese dient zur Verbesserung der Verbindungen zwischen den S-Bahnhöfen Flingern, Volksgarten und der Universität. Sie verkehrt seitdem in der Hauptverkehrszeit vom Staufenplatz über Grafenberger Allee, Flingern (S), Kettwiger Straße (U), Oberbilker Markt/Warschauer Straße (U), Volksgarten (S), Auf’m Hennekamp, Südpark zur Universität Ost / Botanischer Garten und zurück. Dies ist die einzige Linie im Düsseldorfer Straßenbahnnetz, die keine Haltestelle in der Innenstadt bedient.

### 2000er Jahre
Seit der Jahrtausendwende wurden nur noch wenige Maßnahmen im Bereich der Düsseldorfer Straßenbahn umgesetzt. Nur ein Projekt von zahlreichen im Nahverkehrsplan aufgeführten Projekten wurde realisiert: Die am 29. September 2002 in Betrieb genommene ein Kilometer lange Straßenbahnstrecke mit besonderen Bahnkörper und drei neu gebauten Haltestellen entlang der B 7 (Bergische Landstraße) an der Grenze zwischen Ludenberg und Gerresheim ermöglichte die Verlängerung der Linien 709 und 713 über ihre bisherigen Endhaltestelle Staufenplatz in Grafenberg hinaus bis Gerresheim, Krankenhaus.
| Linie | Linienweg                                                                        |
| ----- | -------------------------------------------------------------------------------- |
| 701   | Bahnhof Rath – Jan-Wellem-Platz – Wersten – Holthausen – Benrath Btf             |
| 703   | Bahnhof Gerresheim – Grafenberg – Jan-Wellem-Platz – Kirchfeldstraße             |
| 704   | Derendorf – Hauptbahnhof – Südfriedhof – Neuss, Stadthalle                       |
| 706   | Merowingerplatz – Brehmplatz – Jan-Wellem-Platz – Am Steinberg                   |
| 707   | Bahnhof Unterrath – Hauptbahnhof – Universität Ost                               |
| 708   | Heinrichstraße – Uhlandstraße – Hauptbahnhof – Hamm                              |
| 709   | Gerresheim Krankenhaus – Hauptbahnhof – Südfriedhof – Neuss, Theodor-Heuss-Platz |
| 711   | Bahnhof Rath – Jan-Wellem-Platz – Universität Ost                                |
| 712   | Ratingen – Oberrath – Uhlandstraße – Jan-Wellem-Platz – Volmerswerth             |
| 713   | Gerresheim Krankenhaus – Jan-Wellem-Platz – Holthausen                           |
| 715   | Bahnhof Unterrath – Heinrich-Heine-Allee – Graf-Adolf-Platz – Eller              |
| 716   | Staufenplatz – Bahnhof Volksgarten – Universität Ost                             |
| 719   | Hubertushain – Hauptbahnhof – Graf-Adolf-Platz – Polizeipräsidium                |

Die Diskussion um den Verbleib der Straßenbahn in der Innenstadt der Nachbarstadt Neuss wurde bereits viele Jahre geführt. Nachdem für die Stadtbahnlinie U75 bereits Ende der 1990er Jahre ein Kehrgleis vor dem Neusser Hbf errichtet worden war, um die Fußgängerzone von deren Durchfahrt freizuhalten, begannen im Jahr 2006 wieder Diskussionen um die Zukunft der dort verbliebenen Straßenbahnlinie 709. Bereits Mitte der 1990er Jahre gab es einen Beschluss, parallel zur Einkaufsstraße eine neue Trasse für die Bahn zu bauen. Dies wurde jedoch nicht realisiert. Nach dem erneuten Aufkommen der Diskussion fand am 13. Mai 2007 ein Ratsbürgerentscheid darüber statt, ob die Linie 709 aus der Neusser Innenstadt herausgenommen werden sollte. Die Mehrheit der Neusser votierte für deren Verbleib in der Innenstadt. Im August 2007 folgte ein Beschluss zu einer zukünftig teilweise eingleisigen Führung der Linie 709 in diesem Bereich.

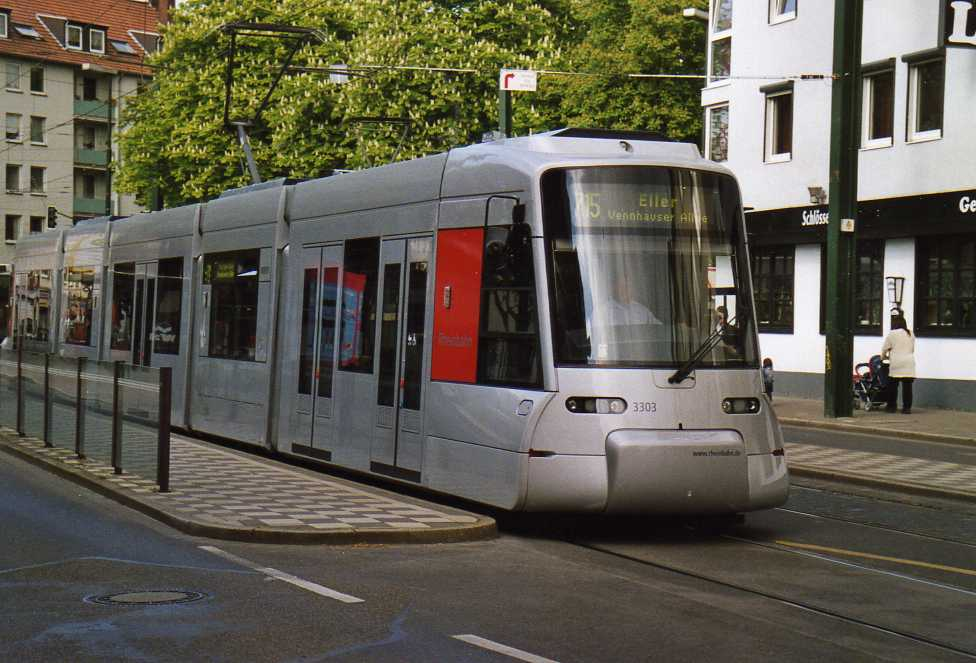
Stadtbahnwagen NF8U 2007–2016 im Straßenbahnnetz eingesetzt

Im gleichen Jahr wurden mit den Niederflur-Stadtbahnwagen NF8U ein neuer Fahrzeugtyp im Düsseldorfer Straßenbahnnetz eingesetzt. Drei Wagen dieses Typs verkehrten erstmals am 18. April 2007 auf der Linie 715. Der Bestand wuchs bis April 2012 auf 76 Fahrzeuge, die auf fast allen Straßenbahnlinien verkehrten. Der Einsatz im Straßenbahnnetz endete am 20. Februar 2016 mit der Eröffnung der Wehrhahn-Linie.
Die Eröffnung des Stadtbahn-Tunnels in Oberbilk am 15. Juni 2002 hatte keine direkten Auswirkungen auf das Straßenbahnnetz, weil die zuvor oberirdisch verkehrenden Linien ohnehin seit 1994 zum Stadtbahnnetz zählten. Erst die Verlängerung der bis dahin in Holthausen endenden Stadtbahnlinie U74 nach Benrath ab 24. September 2009 wirkte sich auf das Straßenbahnnetz aus, denn gleichzeitig wurde der Takt der Linie 701 zwischen Holthausen und Benrath auf 20 Minuten ausgedünnt.

### 2010er Jahre
Anfang 2014 – erst mehr als elf Jahre nach der Verlängerung der Linien 709 und 713 nach Ludenberg und Gerresheim – wurde mit der Straßenbahn-Erschließung der Südspitze des Medienhafen über die Gladbacher Straße das nächste Neubauprojekt der Düsseldorfer Straßenbahn fertiggestellt. Die Weichen für diese Variante mit dem Ziel der Inbetriebnahme bis 2009 wurden am 24. Oktober 2007 per Beschluss des Verkehrsausschusses gestellt. Zuvor wurde mehrere Jahre ebenso eine Führung der Straßenbahn näher am und parallel zum Medienhafen durch die Hammer Straße – auch in Gestalt einer historischen Hafenbahn – diskutiert. Der Nahverkehrsplan 2002–2007 enthielt sogar die Planung einer U-Bahn zwischen Hauptbahnhof und Medienhafen. Ab dem 8. Januar 2014 verkehrte zunächst etwas mehr als zwei Jahre lang die Linie 719 auf dem ca. 500 Meter langen neu gebauten Abzweig von der Haltestelle Franziusstraße entlang der gleichnamigen Straße mit der neuen Haltestelle Speditionsstraße und der Endhaltestelle und Wendeschleife vor der Einmündung der Kesselstraße. Damit war auch die Änderung des Linienweges ab Bilker Kirche verbunden: Statt dem Parallelverkehr mit der Linie 709 bis zum Südfriedhof wurde gemeinsam mit der Linie 708 der Abschnitt bis zur Haltestelle Franziusstraße bedient und zwar auch samstags, sonn- und feiertags.
| Linie | Linienweg | Haltestellen | Fahrtzeit | Takt Mo.–Fr./Sa./So.                                      |
| ----- | --- | ------------ | --------- | --------------------------------------------------------- |
| 701   | Rath – Rath Mitte – Mörsenbroich – Derendorf – Jan-Wellem-Platz – Steinstraße – Uni-Kliniken – Holthausen – Benrath Bf. – Benrath Betriebshof                                                     | 38           | 63 min    | 10/10/15                                                  |
| 703   | Gerresheim – Grafenberg – Wehrhahn – Heinrich-Heine-Allee – Graf-Adolf-Platz – Kirchfeldstraße | 24           | 39 min    | 10/15/15                                                  |
| 704   | Merziger Straße – Hauptbahnhof – Graf-Adolf-Platz – Landtag/Kniebrücke (– Polizeipräsidium) – Südfriedhof                                                                                         | 24           | 31 min    | 10/15/15                                                  |
| 706   | Bilk, Am Steinberg – Volksgarten – Flingern – Brehmplatz – Zoo – Jan-Wellem-Platz – Heinrich-Heine-Allee – Bilk – Bilk, Am Steinberg                                                              | 31           | 50 min    | 10/15/15                                                  |
| 707   | Unterrath – Spichernplatz – Jacobistraße – Hauptbahnhof – Bilk – Universität Ost | 30           | 44 min    | 10/10/15                                                  |
| 708   | Mörsenbroich – Brehmplatz – Hauptbahnhof – Bilk – Hamm | 21           | 33 min    | 12/15/15                                                  |
| 709   | Gerresheim, Krankenhaus – (Grafenberg, Staufenplatz –) Flingern – Hauptbahnhof – Graf-Adolf-Platz – Landtag/Kniebrücke – Völklinger Straße – Südfriedhof – Neuss Hbf – Neuss, Theodor-Heuss-Platz | 33           | 51 min    | 20/30/30 Neuss Theodor-Heuss-Platz – Grafenberg: 10/10/15 |
| 712   | Ratingen Mitte – Oberrath – Grafenberg – Wehrhahn – Heinrich-Heine-Allee – Graf-Adolf-Platz – Bilk – Volmerswerth, Hellriegelstraße                                                               | 33           | 53 min    | 10/15/15                                                  |
| 713   | Gerresheim-Krankenhaus – Grafenberg – Wehrhahn – Jan-Wellem-Platz – Heinrich-Heine-Allee – Graf-Adolf-Platz – Bilk – Christophstraße, Schleife                                                    | 29           | 37 min    | 20/30/60                                                  |
| 715   | Unterrath – Spichernplatz – Heinrich-Heine-Allee – Sonnenstraße (Friedrichstadt ) – Oberbilk – Eller Mitte – Vennhauser Allee                                                                     | 32           | 51 min    | 20/20/60                                                  |
| 719   | (Grafenberg, Staufenplatz –) Bruchstraße – Flingern – Hauptbahnhof – Graf-Adolf-Platz – Landtag/Kniebrücke – Medienhafen, Kesselstraße                                                            | 22           | 32 min    | 20/20/30                                                  |

Die Inbetriebnahme der Wehrhahn-Linie führte zu einer Zäsur in der Entwicklung des Straßenbahnnetzes – wenn überhaupt, nur vergleichbar mit den Veränderungen in den 1950er bis Anfang der 1960er Jahre, der Umgestaltung des Netzes 1973 oder dem Beginn des Stadtbahnbetriebes 1988. Vor der Aufnahme des Linienbetriebs durch den neuen U-Bahn-Tunnel am 21. Februar 2016 verkehrten auf dem Düsseldorfer Stadtgebiet und in Teilen der Stadtgebiete von Neuss und Ratingen noch elf Straßenbahnlinien, danach waren es nur noch sieben Linien. Darüber hinaus änderten – bis auf die Linie 709 – alle Linien ihren Verlauf. Bereits ab Sommer 2015 und mit dem Slogan „Et Kütt – dat Netz met Häzz!“ informierte die Rheinbahn die Bevölkerung über diese Umstellung durch umfangreiche Plakatierungen und Infostände in vielen Stadtteilen.
Die Eröffnung der Wehrhahn-Linie am 20. Februar 2016 feierten rund 30.000 Besucher mit einem Bürgerfest auf dem Schadowplatz. Nicht nur im Tunnel zwischen den U-Bahnhöfen Kirchplatz und Pempelforter Straße, sondern auch mit historischen Straßenbahnen auf der parallel verlaufenden oberirdischen Strecke und weiter bis nach Gerresheim und Ratingen wurden kostenlose Pendelfahrten durchgeführt. Am nächsten Tag fuhren keine Straßenbahnen mehr durch die Altstadt. Die Haltestelle Heinrich-Heine-Allee wurde nur noch unterirdisch von jetzt elf statt bisher sieben Stadtbahnlinien und oberirdisch ausschließlich von Bussen an jetzt günstiger gelegenen Bussteigen bedient. Folgende Änderungen im Düsseldorfer Straßenbahnnetz traten in Kraft:
- Die Linie 701 verkehrt nur noch zwischen Rath und dem Karolingerplatz in Bilk auf ihren bisherigen Linienweg und anschließend statt der Linie 706 zur neuen Endhaltestelle Am Steinberg. Der südliche Ast zwischen Karolingerplatz und Benrath übernehmen die Stadtbahnlinien U 71 (Mörsenbroich – Benrath) und U 83 (Gerresheim, Krankenhaus – Benrath).
- Die Linie 703 wird durch die Stadtbahnlinie U 73, die aber über den Kirchplatz hinaus bis zur Endhaltestelle Universität Ost/Botanischer Garten verkehrt, ersetzt.
- Die Linie 704 verkehrt wieder auf ihrem Linienweg von 1968 bis 1991, also zwischen Derendorf–Nord und der in Universität Nord/Christophstraße umbenannten Haltestelle Christophstraße. Nachmittags an Sonn- und Feiertagen werden die Fahrten bis Universität Ost/Botanischer Garten verlängert.
- Die Linie 706 verkehrt nur noch im Abschnitt Merowingerstraße – Oberbilk – Flingern – Düsseltal – Pempelfort – Schadowstraße (zuvor Jan-Wellem-Platz) auf ihren bisherigen Linienweg, anschließend über die Berliner Allee, dann parallel zur Linie 709 bis zur Bilker Kirche und schließlich statt der Linie 708 nach Hamm.
- Die Linie 707 verkehrt nur noch zwischen Unterrath und der Haltestelle Bilker Allee/Friedrichstraße auf ihren bisherigen Linienweg. Der anschließende Abschnitt bis Universität Ost/Botanischer Garten übernimmt die Stadtbahnlinie U 73. Die Linie 707 verkehrt stattdessen über Bilker Kirche zum Medienhafen und ersetzt auf diesem Abschnitt die Linien 708 und 719.
- Die Linie 708 sollte ursprünglich eingestellt werden, weil zwischen Mörsenbroich und der Haltestelle Uhlandstraße die neue Stadtbahnlinie U 71 und zwischen Hauptbahnhof und Hamm die geänderten Linien 707 oder 706 verkehren. Die Kritik, dass keine Direktverbindung mehr zwischen dem Hauptbahnhof und den Stadtteilen Mörsenbroich und Düsseltal bestünde, griff die Politik auf und setzte einen Probebetrieb auf dieser Linie mit geändertem Verlauf ab dem Hauptbahnhof zum Polizeipräsidium montags bis freitags im 20-Minuten-Takt durch.
- Die Linie 712 wird durch die Stadtbahnlinie U 72 ersetzt.
- Die Linie 713 wird montags bis freitags durch die Stadtbahnlinie U 83 ersetzt, die sogar immer über die Haltestelle Universität Nord/Christophstraße hinaus bis Benrath verkehrt, und entfällt an Samstagen, Sonn- und Feiertagen
- Die Linie 715 wird in 705 umbenannt und verkehrt nur zwischen den Haltestellen Schadowstraße und Berliner Allee über einen geänderten Linienweg, nämlich parallel zur Linie 701.
- Die Linie 719 entfällt. Zwischen Bilker Kirche und Medienhafen verkehrt stattdessen die Linie 707. Die Fahrten zwischen Bilker Kirche und Staufenplatz während der HVZ werden in den Fahrplan der Linie 709, die während dieser Zeit zwischen Südfriedhof und Grafenberg alle fünf Minuten verkehrt, integriert.

Die geplante Verlängerung der Linie 701 zum PSD Bank Dome wurde erst später fertiggestellt und am 7. Januar 2018 in Betrieb genommen.
| Linie | Linienweg | Haltestellen | Fahrtzeit                                           | Takt Mo.–Fr./Sa./So. |
| ----- | --- | ------------ | --------------------------------------------------- | -------------------- |
| 701   | [DOME/Am Hülserhof – PSD Bank Dome (seit Januar 2018) –] Rath – Rath Mitte – Mörsenbroich – Derendorf – Schadowstraße – Steinstraße – Berliner Allee – Karolingerplatz – Bilk, Am Steinberg       | 28           | 35 min                                              | 10/10/15             |
| 704   | Merziger Straße – Pempelforter Straße – Worringer Platz – Hauptbahnhof – Karolingerplatz – Universität Nord/Christophstraße (– Universität Ost/Botanischer Garten)                                | 21           | 29 min bis Uni Nord / +1 min bis Botanischer Garten | 10/10/15             |
| 705   | (Unterrath –) Spichernplatz – Schadowstraße – Steinstraße – Berliner Allee – Sonnenstraße (Friedrichstadt ) – Oberbilk – Eller Mitte – Vennhauser Allee                                           | 32           | 43 min                                              | 10/10/15             |
| 706   | Bilk, Am Steinberg – Volksgarten – Flingern – Brehmplatz – Zoo – Schadowstraße – Steinstraße – Berliner Allee – Graf-Adolf-Platz – – Landtag/Kniebrücke – D-Hamm                                  | 35           | 51 min                                              | 10/10/15             |
| 707   | Unterrath – Spichernplatz – Jacobistraße – Hauptbahnhof – Bilker Allee / Friedrichstraße – Medienhafen, Kesselstraße                                                                              | 29           | 43 min                                              | 10/10/15             |
| 708   | Heinrichstraße – Brehmplatz – Hauptbahnhof – Berliner Allee – Graf-Adolf-Platz – Landtag/Kniebrücke – Polizeipräsidium                                                                            | 15           | 23 min                                              | 20/–/–               |
| 709   | Gerresheim, Krankenhaus – (Grafenberg, Staufenplatz –) Flingern – Hauptbahnhof – Graf-Adolf-Platz – Landtag/Kniebrücke – Völklinger Straße – Südfriedhof – Neuss Hbf – Neuss, Theodor-Heuss-Platz | 33           | 54 min                                              | (5)10/10/15          |

### 2020er Jahre
Seit dem 7. Januar 2024 gilt auf dem Düsseldorfer Straßenbahnnetz der Rheintakt. Zu dieser Umstrukturierung des Netzes gehörte auch, die südlichen Linienäste der Linie 701 und 705 zu tauschen. Die Linie 708 beendete mit Anfang des neuen Fahrplans den Testbetrieb und fährt nun auch am Wochenende. Zusätzlich wurden die sonntäglichen Fahrten der Linie U79 zur Universität verlängert, was die Verkürzung der Linie 704 zufolge hatte.
| Linie | Linienweg | Haltestellen | Fahrtzeit | Takt Mo.–Fr./Sa./So. |
| ----- | --- | ------------ | --------- | -------------------- |
| 701   | DOME/Am Hülserhof – PSD Bank Dome – Rath – Rath Mitte – Mörsenbroich – Derendorf – Schadowstraße – Steinstraße – Berliner Allee – Sonnenstraße (Friedrichstadt ) – Oberbilk – Eller Mitte – Vennhauser Allee | 32           | 47 min    | 10/10/15             |
| 704   | Merziger Straße – Pempelforter Straße – Worringer Platz – Hauptbahnhof – Karolingerplatz – Universität Nord/Christophstraße                                                                                  | 21           | 29 min    | 10/10/15             |
| 705   | (Unterrath –) Spichernplatz – Schadowstraße – Steinstraße – Berliner Allee – Karolingerplatz – Bilk, Am Steinberg                                                                                            | 22           | 32 min    | 10/10/15 (20/–/–)    |
| 706   | Bilk, Am Steinberg – Volksgarten – Flingern – Brehmplatz – Zoo – Schadowstraße – Steinstraße – Berliner Allee – Graf-Adolf-Platz – – Landtag/Kniebrücke – D-Hamm                                             | 35           | 51 min    | 10/10/15             |
| 707   | Unterrath – Spichernplatz – Jacobistraße – Hauptbahnhof – Bilker Allee / Friedrichstraße – Medienhafen, Kesselstraße                                                                                         | 29           | 43 min    | 10/10/15             |
| 708   | Heinrichstraße – Brehmplatz – Hauptbahnhof – Berliner Allee – Graf-Adolf-Platz – Landtag/Kniebrücke – Polizeipräsidium                                                                                       | 15           | 23 min    | 20/20/30             |
| 709   | Gerresheim, Krankenhaus – Grafenberg, Staufenplatz – Flingern – Hauptbahnhof – Graf-Adolf-Platz – Landtag/Kniebrücke – Völklinger Straße – Südfriedhof – Neuss Hbf – Neuss, Theodor-Heuss-Platz              | 33           | 54 min    | (5)10/10/15          |

## Weiterführende Informationen

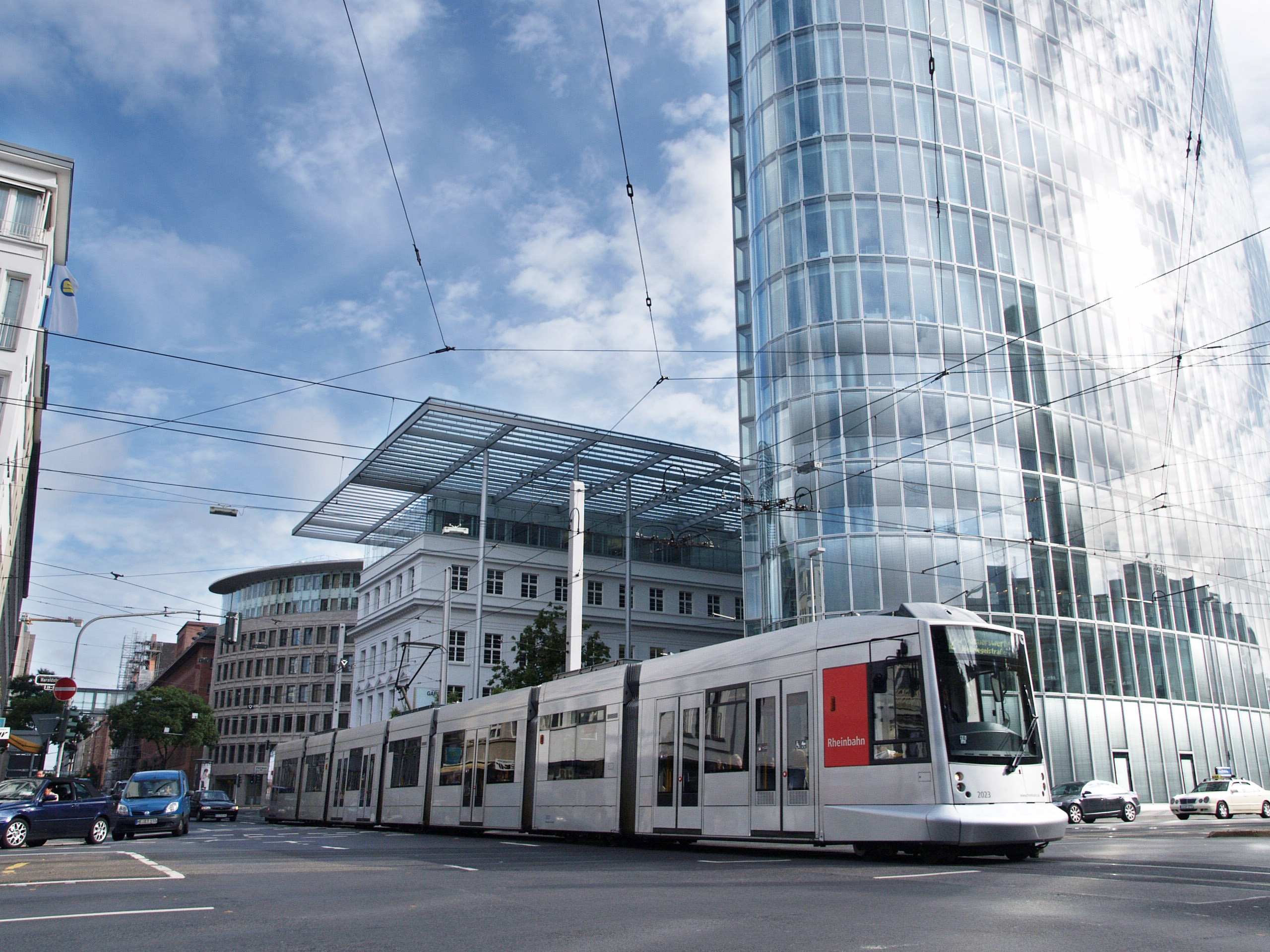
Wagen der Linie 712 vor dem Hochhaus GAP 15